# Huida a Egipto

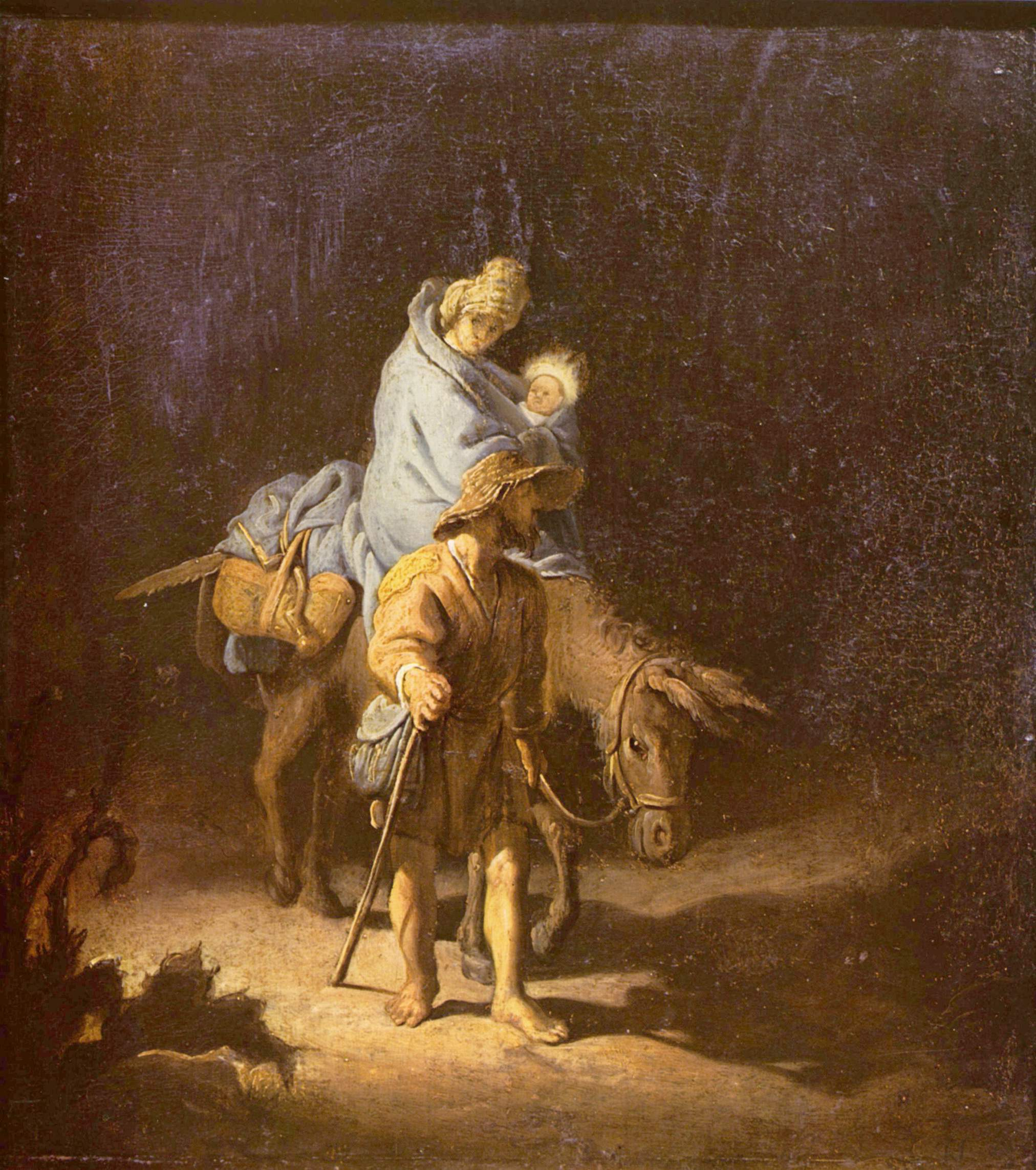
Rembrandt, 1627 (la escena transcurre de noche, lo que permite localizarla al principio de la huida, según el relato evangélico).

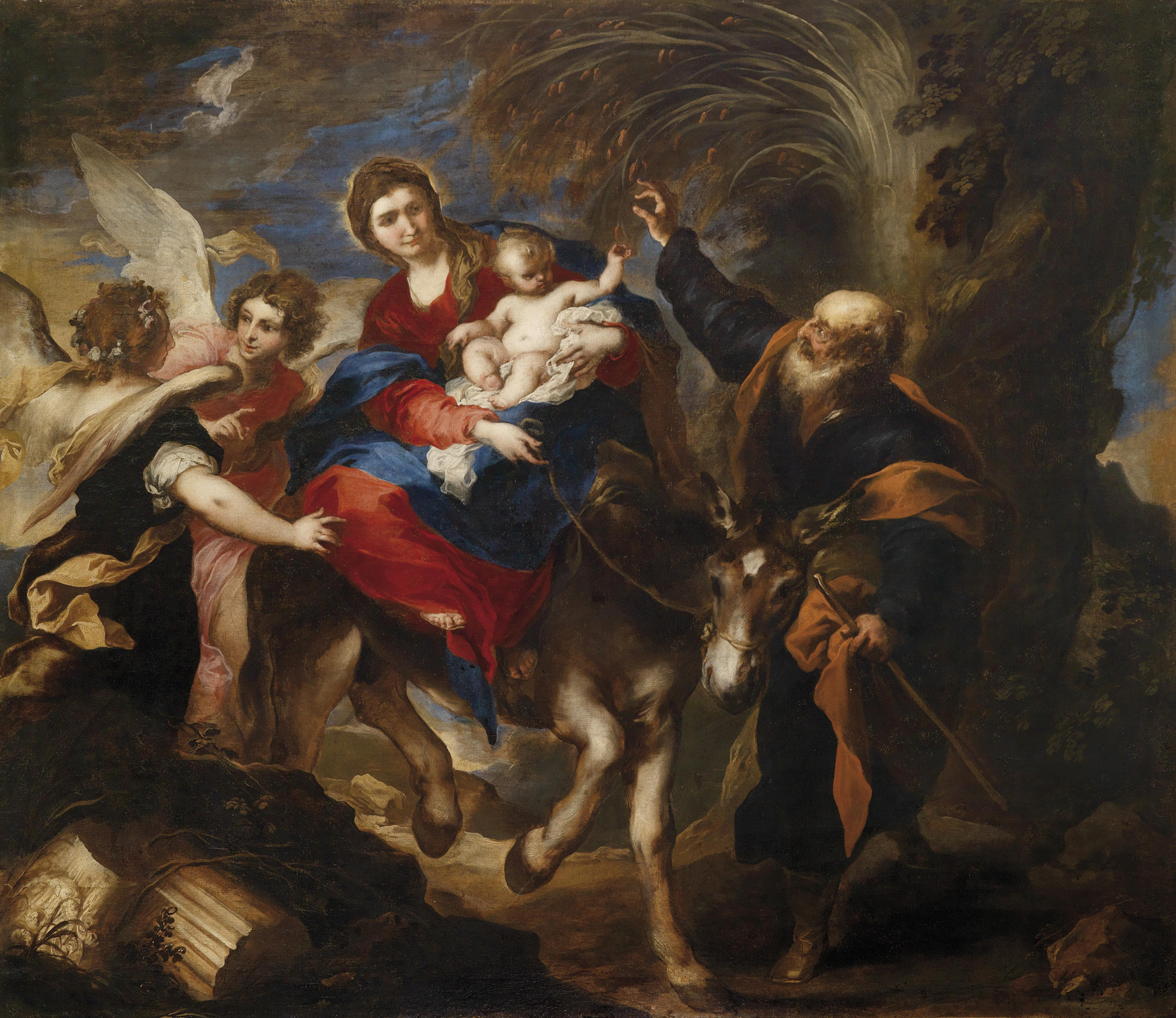
Valerio Castello, 1659 (representa el milagro de la palma).

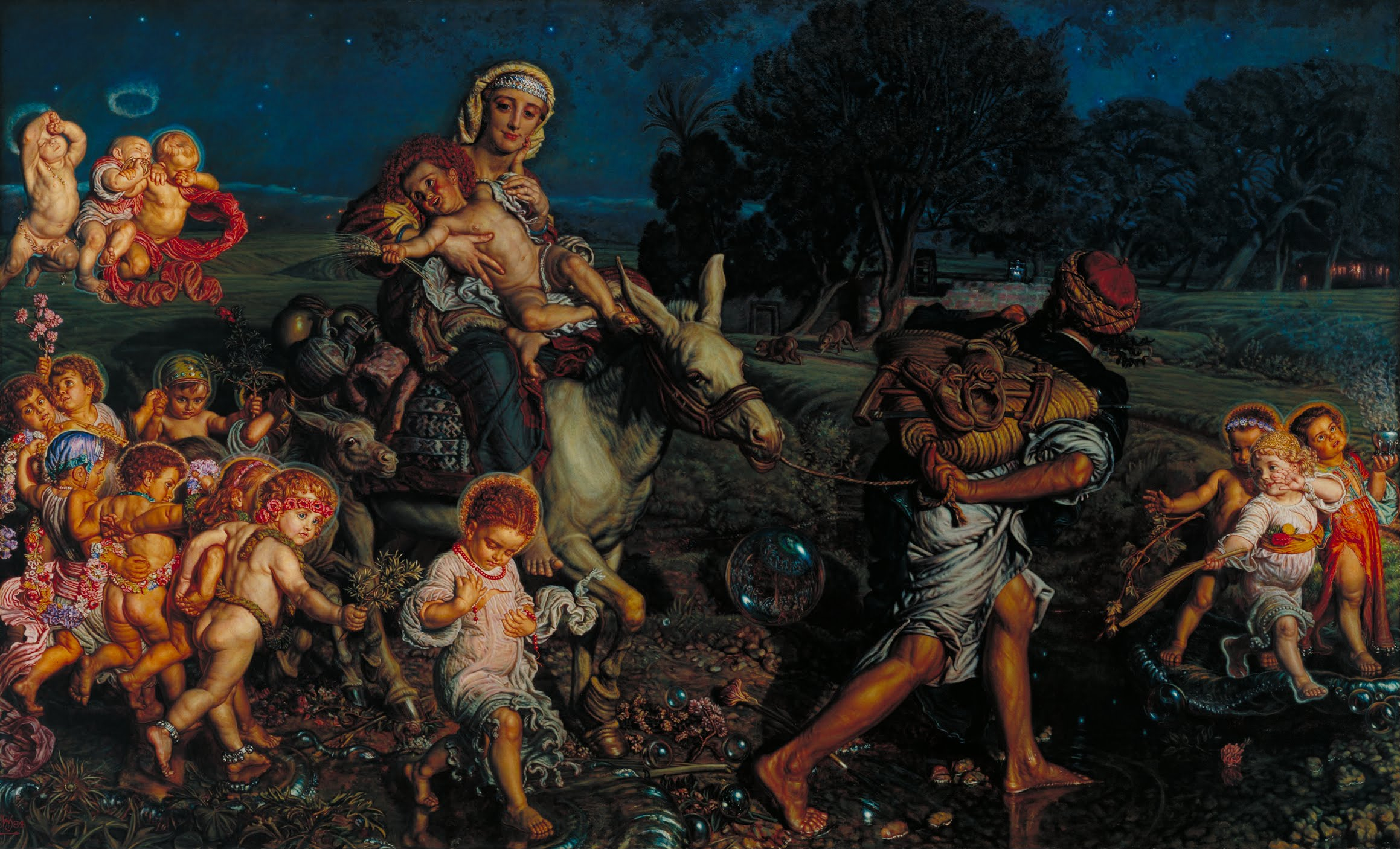
William Holman Hunt, 1883 (representa El triunfo de los inocentes).

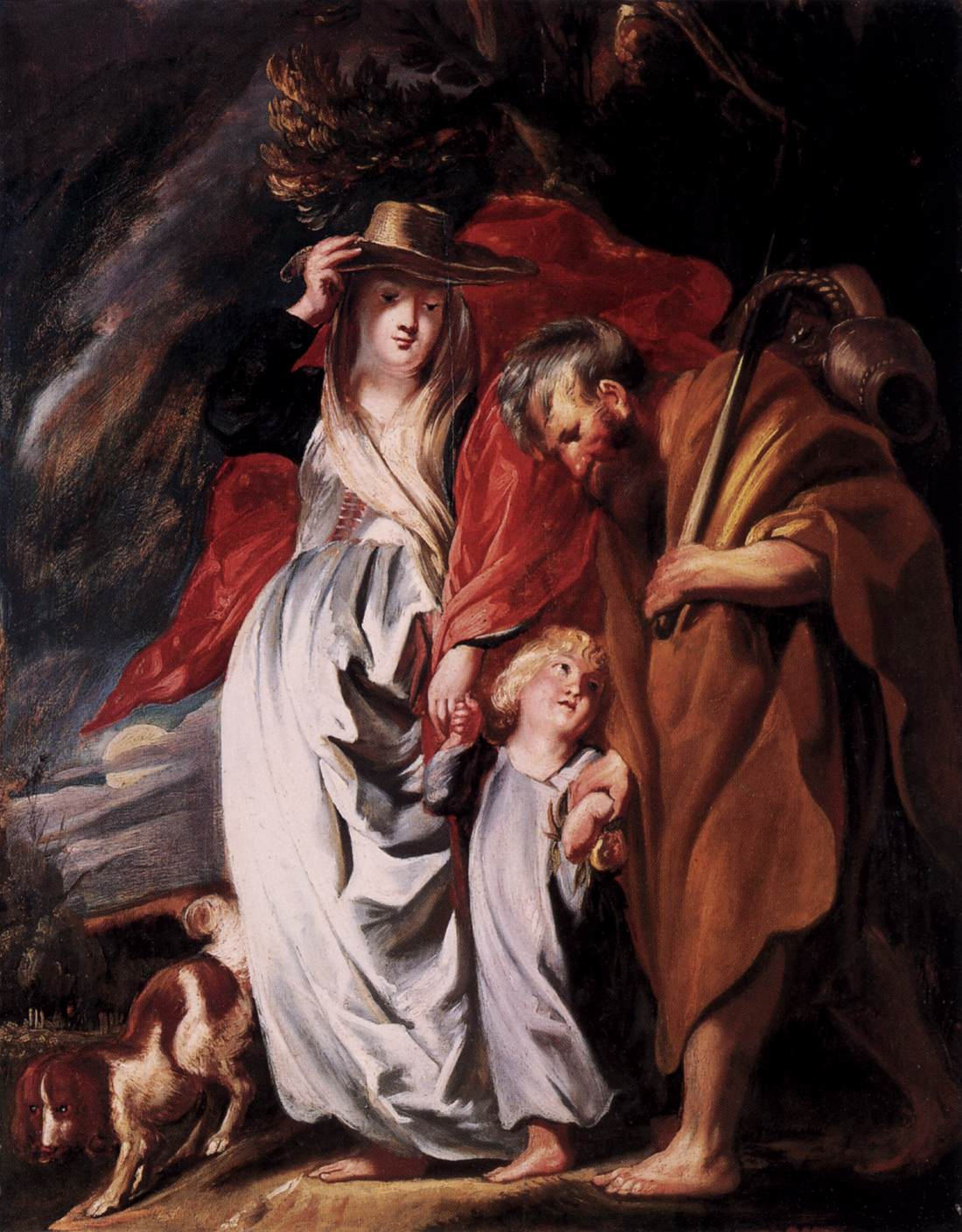
Jacob Jordaens, 1616 (representa el Retorno de la huida a Egipto, con el Niño ya con edad de caminar).

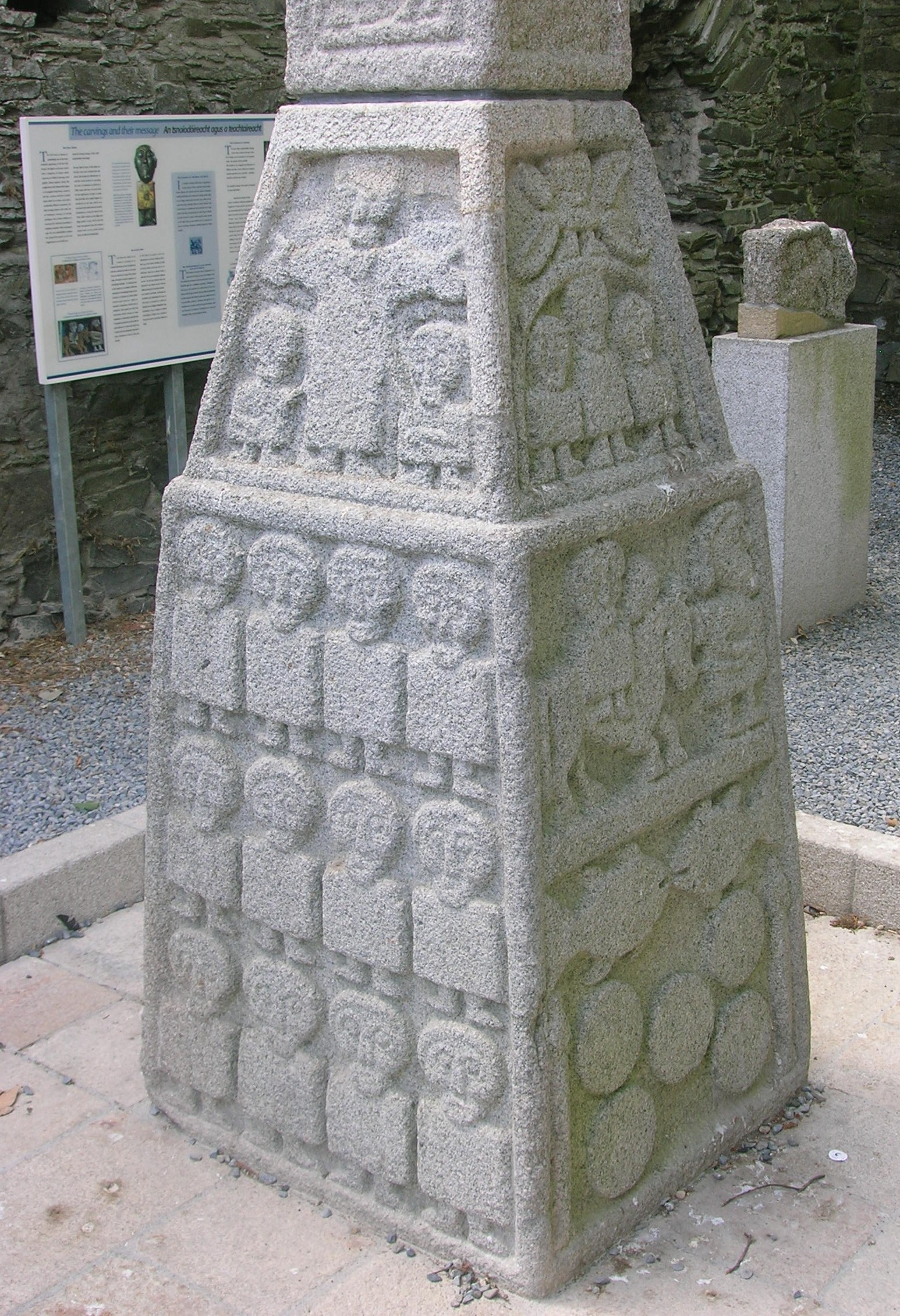
Base de la Cruz de Moone, siglo VII (arte insular, irlandés o hiberno-sajón).

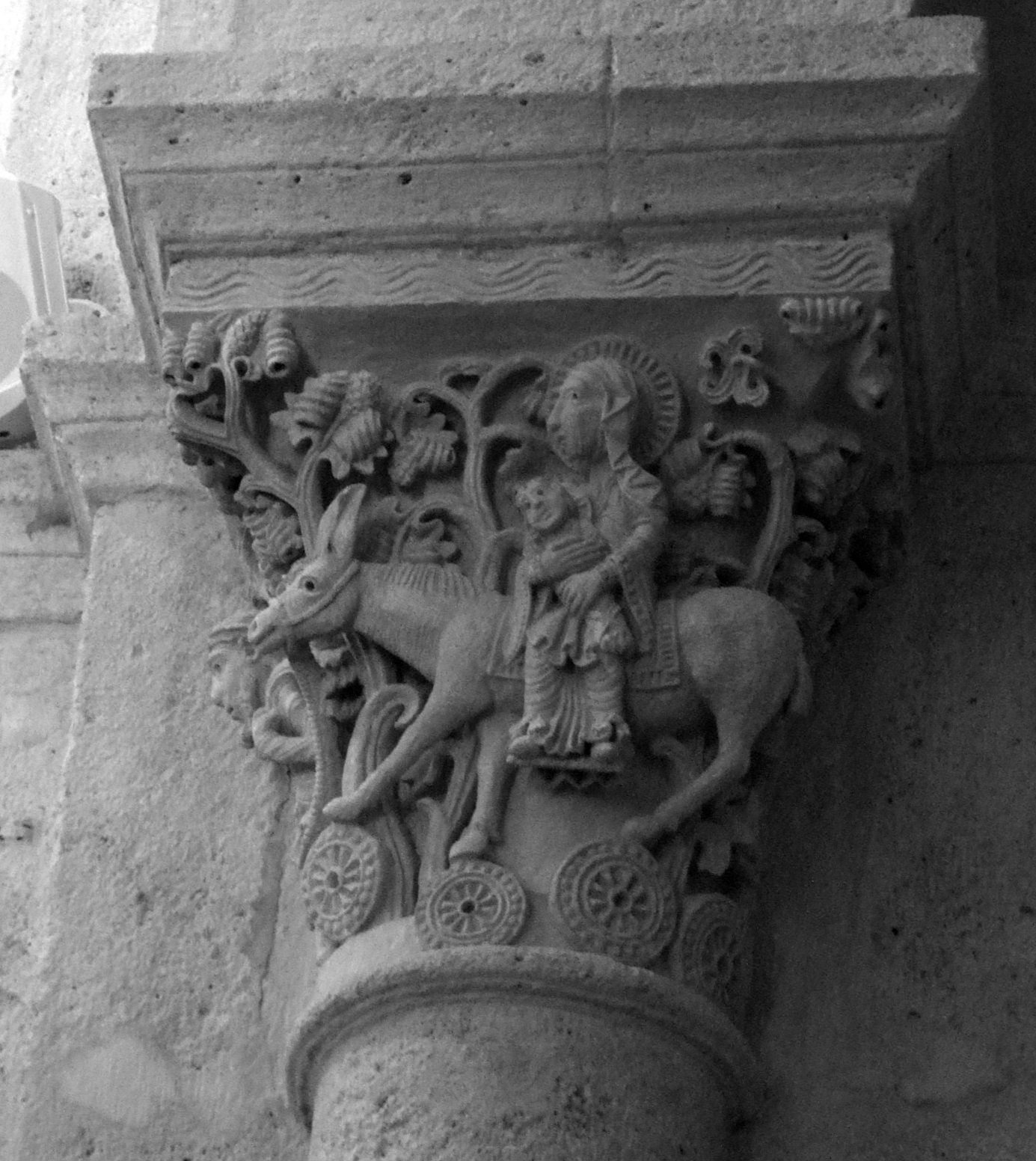
Capitel historiado en Saint-Andoche de Saulieu,.

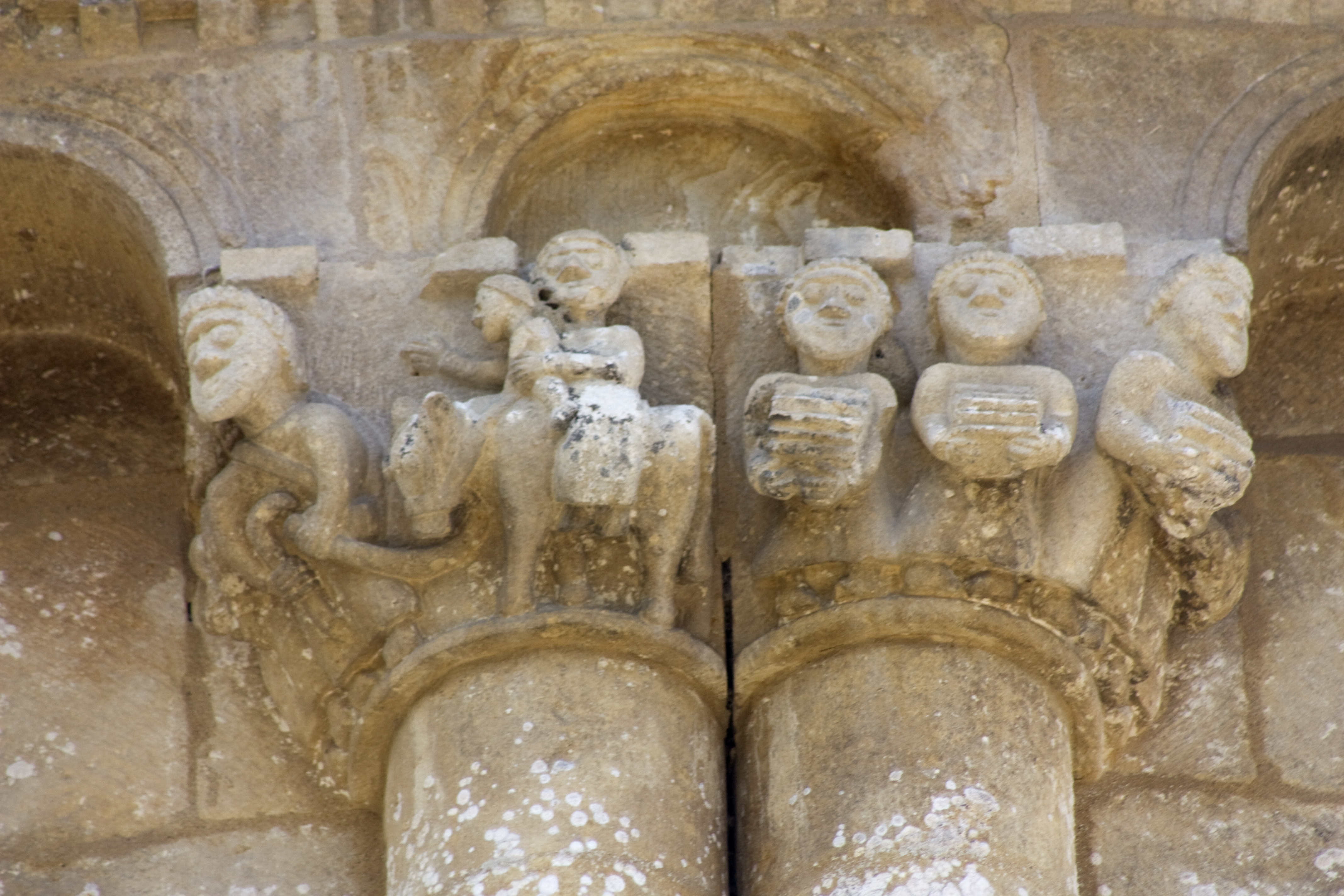
Capitel historiado en la Abadía de Arthous (a la izquierda la Huida a Egipto, a la derecha los Reyes Magos).

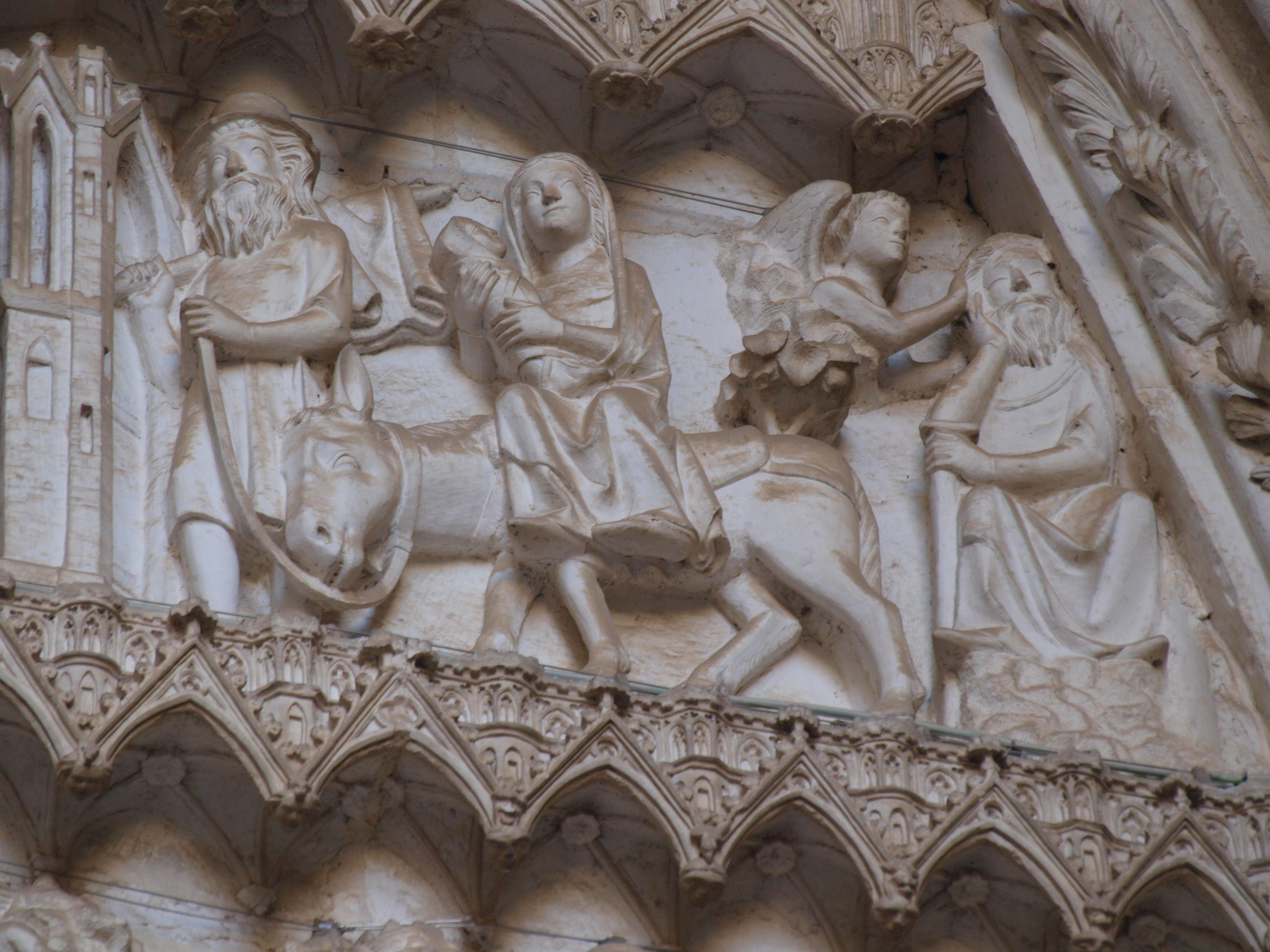
La huida a Egipto y el sueño de José, tímpano de la Puerta del Reloj de la Catedral de Toledo.

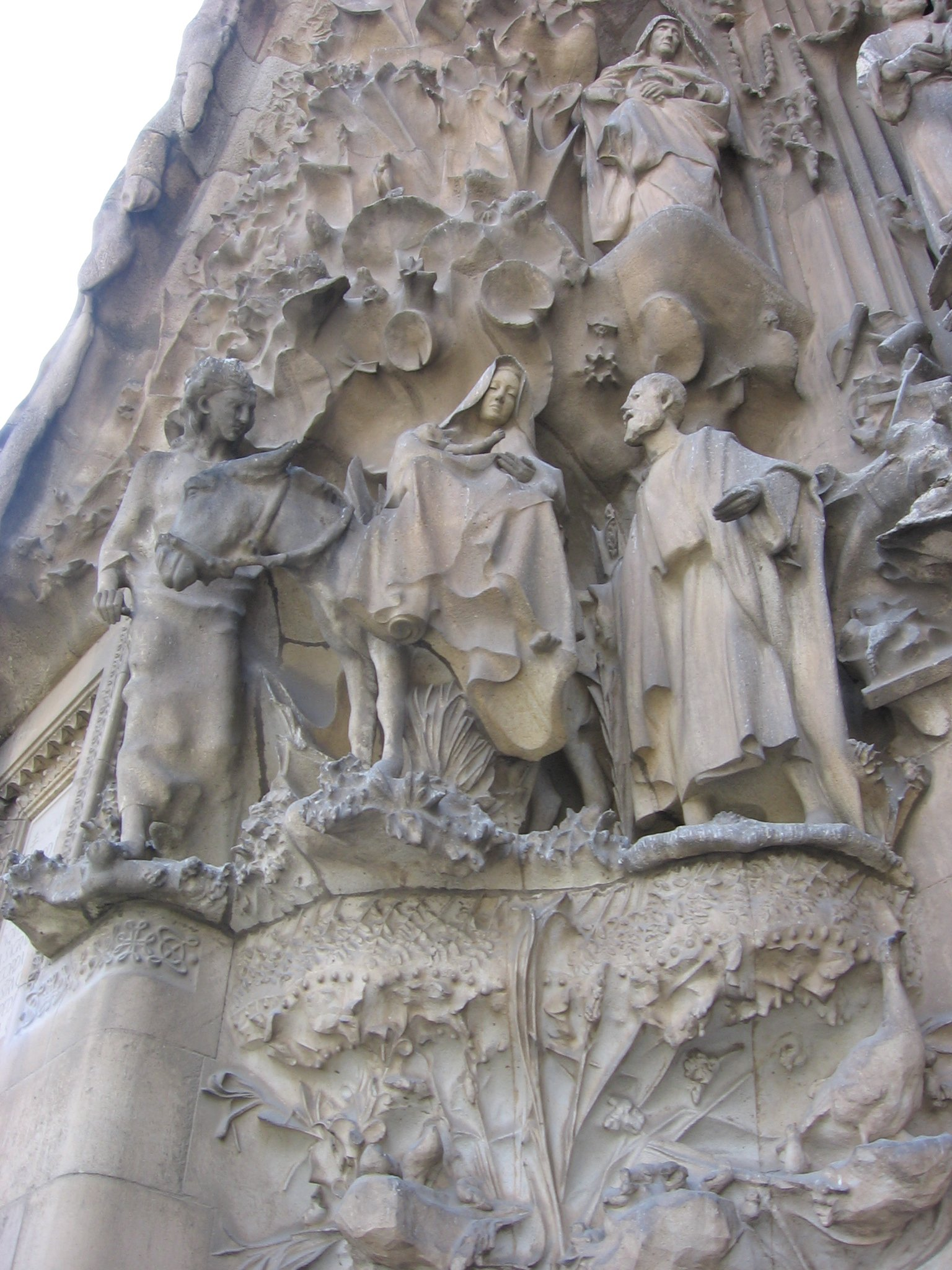
Relieve de la Fachada del Nacimiento de la Sagrada Familia de Barcelona.

La huida a Egipto es un episodio del Evangelio de Mateo (2, 13-15) cuya variada iconografía ha sido representada en el arte desde la Antigüedad. Se pueden diferenciar tres motivos principales: la huida propiamente dicha, el descanso en la huida a Egipto y el retorno (mucho menos representado). Esta narración del Nuevo Testamento se suele interpretar como una identificación de la Sagrada Familia con la suerte de los desfavorecidos por la emigración y la represión política.

## Texto neotestamentario

### Texto bíblico
- Según  San Mateo (2; 13-15)

Cuando se marcharon, un ángel del Señor se le apareció en sueños a José y le dijo: —Levántate, toma al niño y a su madre, huye a Egipto y quédate allí hasta que yo te diga, porque Herodes va a buscar al niño para matarlo. Él se levantó, tomó de noche al niño y a su madre y huyó a Egipto. Allí permaneció hasta la muerte de Herodes, para que se cumpliera lo que dijo el Señor por medio del Profeta: De Egipto llamé a mi hijo. Entonces, Herodes, al ver que los Magos le habían engañado, se irritó mucho y mandó matar a todos los niños que había en Belén y toda su comarca, de dos años para abajo, con arreglo al tiempo que cuidadosamente había averiguado de los Magos. Se cumplió entonces lo dicho por medio del profeta Jeremías: 
- Una voz se oyó en Ramá, 
- llanto y lamento grande:
- es Raquel que llora por sus hijos,
- y no admite consuelo,
- porque ya no existen.

El relato del Nuevo Testamento, muy breve y propio del Evangelio de Mateo, narra cómo un mensajero de Dios se aparece en sueños a José y le ordena que huya a Egipto junto con la Virgen María y el Niño Jesús, pues el rey Herodes lo estaba buscando para matarle (la matanza de los inocentes). José obedece; y al cabo de un tiempo indeterminado, muerto ya Herodes, se le ordena volver de un modo similar. El propio evangelista ve en el episodio un cumplimiento de una profecía del Antiguo Testamento: de Egipto llamé a mi hijo. (Oseas, 11: 1).

## Comentario de la Iglesia católica
La huida de Jesús a Egipto y el regreso a Israel indican que Jesús tiene una semejanza con Jacob, que bajó a Egipto, y al pueblo de Israel, que subió de Egipto Jesús es el nuevo Israel y con Él comienza el nuevo Pueblo de Dios, la  Iglesia. Aquí también se observa un paralelismo de Jesús con Moisés, que fue providencialmente librado de la muerte cuando era niño y que después fue el instrumento del Señor para la formación de su pueblo. El episodio de los inocentes refleja la brutalidad de  Herodes que, según los escritores de la época tiene una larga lista de crueldades La Iglesia venera a los niños inocentes como mártires de Cristo con el siguiente salmo: «Los niños, sin saberlo, mueren por Cristo; los padres hacen duelo por los mártires que mueren. Cristo ha hecho dignos testigos suyos a los que todavía no podían hablar. He aquí de qué manera reina el que ha venido para reinar. He aquí que el liberador concede la libertad, y el salvador la salvación. (…) ¡Oh gran don de la gracia! ¿De quién son los merecimientos para que así triunfen los niños? Todavía no hablan, y ya confiesan a Cristo. Todavía no pueden entablar batalla valiéndose de sus propios miembros, y ya consiguen la palma de la victoria»  Los inocentes que proclamaron la gloria del Señor, no de palabra sino con la muerte —non loquendo, sed moriendo—, la oración de la Iglesia nos invita a «testimoniar con nuestra vida la fe que confesamos de palabra».
Raquel era la esposa predilecta del patriarca Jacob y madre de Benjamín y de  José; éste, a su vez, era el padre de  Efraím y  Manasés. Según el libro del Génesis Raquel murió cerca de Belén y allí la enterró Jacob. En el libro de Jeremías citado por Mateo, se refiere a los cautivos de Efraím y Manasés, que, tras la  destrucción de Jerusalén el 587 a. C., esperan en los campos de concentración de Ramá para marchar a los sitios de destierro.
El texto entero de Jeremías es un oráculo de consuelo: anuncia que, detrás de la desgracia del destierro, se esconde un nuevo favor de Dios, que restaurará al pueblo y hará con él una Nueva Alianza, interior y definitiva. De modo semejante, Mateo ve detrás de la desgracia de la persecución del Niño y la muerte de los inocentes el cumplimiento del designio de Dios en la formación del nuevo pueblo a través de Jesús.

### Exégesis
En la exégesis bíblica, esta presencia de Cristo en Egipto se asocia a la historia de José, el hijo de Jacob, que continúa con la cautividad de los judíos en Egipto y culmina con la historia de Moisés narrada en el Éxodo. La presencia de judíos en Egipto es una constante de la historia del Antiguo Oriente Próximo. En la época de Jesús se trataba de una comunidad muy próspera y helenizada, asentada en Alejandría y la zona del Delta del Nilo. Ya a principios del siglo XX, Jean Juster enumeró una larga serie de ciudades egipcias bajo el régimen del Imperio romano en las que moraban colonias judías.
El verbo «huir» utilizado en el evangelio de Mateo como parte de la expresión del ángel: «...toma al niño y a su madre y huye a Egipto...» (Mt 2:13), acompañado por la sobriedad del relato, es contrario al tono usado por la literatura apócrifa en general (ver sección siguiente), que se basa en milagros para hacer más fáciles las cosas. Egipto era el país clásico de refugio político por ser provincia romana. Allí había muchos judíos, colonias florecientes y barrios habitados por ellos que prestaban socorro a sus conciudadanos.

## Retorno de Egipto

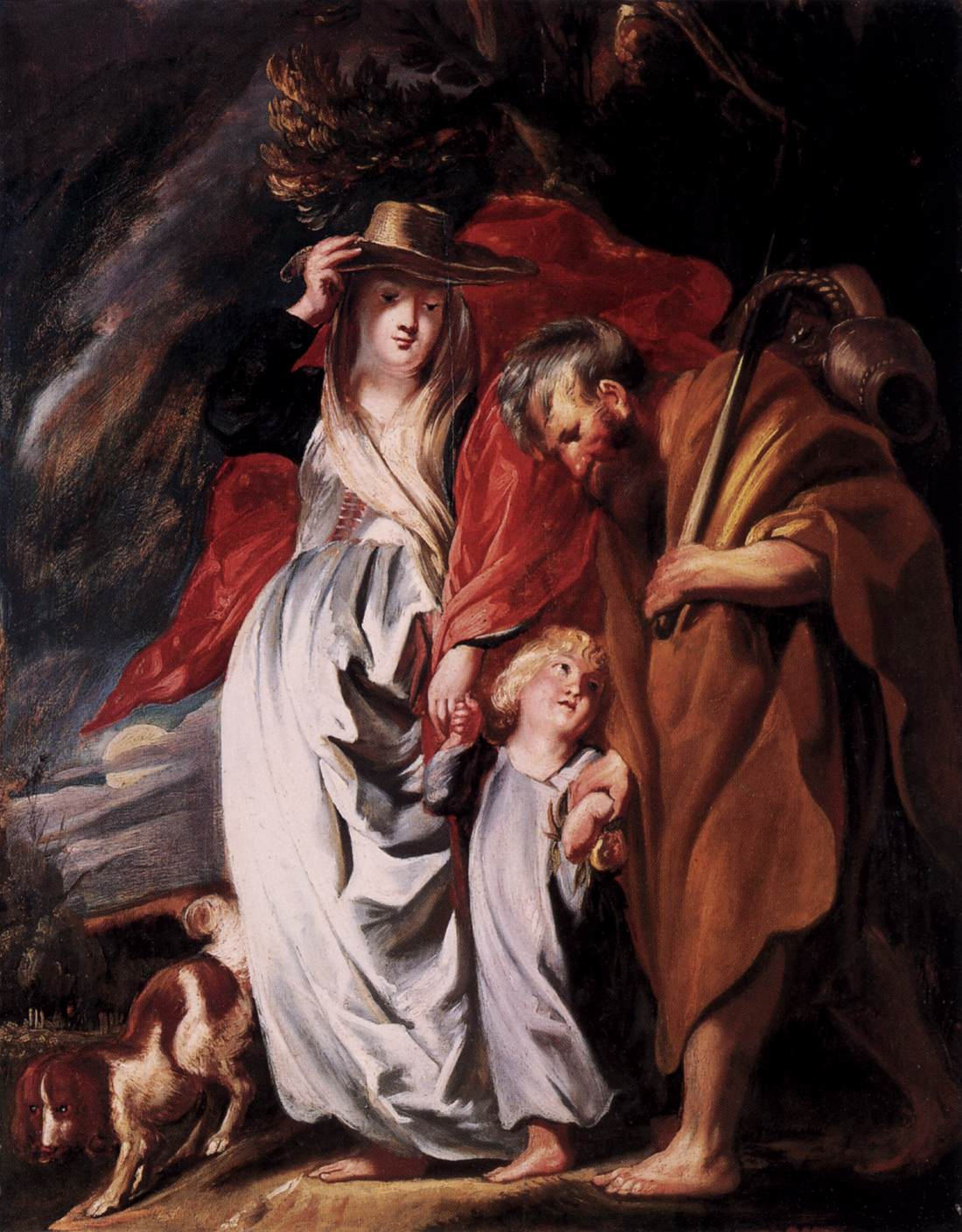
El Regreso de la Sagrada Familia de Egipto por Jacob Jordaens (c. 1616)

No se sabe cuánto tiempo permaneció la Sagrada Familia en Egipto. Mateo es el único que nos habla de ello, sin datos precisos. Herodes murió, probablemente, en marzo o abril del año 4 antes de la era cristiana. Su hijo Arquelao ejerció como etnarca, en Judea y Samaría, hasta el año 6 d. C., cuando fue depuesto y desterrado a Vienne en Galia por las quejas ante sus brutalidades. Por tanto, no tenía jurisdicción en Galilea, donde estaba situada Nazaret. De la actitud de José se sacan provechosas consecuencias: 

En las diversas circunstancias de su vida, el Patriarca no renuncia a pensar, ni hace dejación de su responsabilidad. Al contrario: coloca al servicio de la fe toda su experiencia humana. Cuando vuelve de Egipto oyendo que Arquelao reinaba en Judea en lugar de su padre Herodes, temió ir allá. Ha aprendido a moverse dentro del plan divino y, como confirmación de que efectivamente Dios quiere eso que él entrevé, recibe la indicación de retirarse a Galilea 

Algún tiempo después de la muerte de Herodes, la Sagrada Familia regresa de Egipto. La mayoría de los estudiosos sitúan la fecha de la muerte de Herodes en torno al año 4 a. C.
En el Evangelio de Mateo cap.2; vers.23, se dice que el regreso a Nazaret es el cumplimiento de la palabra profética: Será llamado Nazareno. No está claro qué versículo del Antiguo Testamento podría haber tenido Mateo en mente; muchos comentaristas sugieren que se trata de Libro de Isaías cap 11:1, donde dice Un retoño saldrá del tronco de Jesé; de sus raíces dará fruto una Rama (NVI): la palabra en hebreo para "rama" es nezer..
Cornelio a Lapide comenta esta cuestión, escribiendo: "En hebreo nazir, o nozeri, escrito con zain, significa separado, santo, consagrado, coronado, religioso, porque Cristo, como hombre, estando separado de toda otra cosa, estaba hipostáticamente y totalmente unido a la PALABRA. Pues la palabra nazar significa separar, consagrar, coronar. Por eso los religiosos, bajo la antigua ley, que se separaban del vino y del mundo, y se consagraban a Dios, eran llamados nazareos. (Pero todos los profetas predijeron que Cristo sería santo y consagrado a Dios, especialmente Daniel (9:24): "El Santo de los Santos -es decir, Cristo- será ungido". (Vulgata) Así, también, Sansón, que era un tipo de Cristo, era nazareo. (Jue. 13:7.) También lo fue José. (Y como José, después de su encarcelamiento, fue hecho señor de Egipto, así Cristo, después de su muerte, fue hecho señor del universo. Así lo comentan san Ambrosio y san Ruperto."

### Profecía de Oseas
Mateo 2:15 cita a Oseas HE como cumplido proféticamente en el regreso de José, María y Jesús de Egipto: 
... y de Egipto llamé a mi hijo
.
El uso que hace Mateo de Oseas 11:1 se ha explicado de varias maneras. Un enfoque, en elsentido máspleno, afirma que el texto del Oseas contiene un significado pretendido por Dios y reconocido por Mateo, pero desconocido para Oseas. Una lectura tipológica interpreta el cumplimiento como algo que se encuentra en la historia nacional de Israel y el cumplimiento antitípico como algo que se encuentra en la historia personal de Jesús. El uso que Mateo hace de la interpretación tipológica puede verse también en su uso de Isaías HE y HE, y de Jeremías HE. 31:15. Así, según la Ignatius Catholic Study Bible, "Oseas 11.1 apunta hacia el Éxodo, donde el 'hijo primogénito' de Dios (Ex 4:22), Israel, fue liberado de la esclavitud bajo el opresor Faraón. Mateo ve que este texto también apunta hacia adelante, cuando Jesús, el eterno Hijo primogénito (Rom 8:29), es liberado del tirano Herodes y más tarde sacado de Egipto (2:21)." Asimismo, The Orthodox Study Bible afirma que la cita de Oseas 11.1 "se refiere primero a Israel siendo sacado del cautiverio. En el Antiguo Testamento 'hijo' puede referirse a toda la nación de Israel. Aquí Jesús cumple este llamamiento como el verdadero Hijo de Dios al salir de Egipto. El erudito anglicano N. T. Wright ha señalado que "La narración exhibe varios puntos de contacto con las tradiciones del éxodo y el exilio, donde la infancia de Jesús recapitula un nuevo éxodo y el fin del exilio, marcándolo aún más como el verdadero representante de Israel."

Huida a Egipto, por Gentile da Fabriano (1423)

Otra lectura de la declaración profética de Oseas es que sólo relata la convocatoria de Dios a la nación de Israel para salir de Egipto durante el Éxodo, refiriéndose a Israel como hijo de Dios de acuerdo con la declaración de Moisés al faraón: 
Israel es mi hijo primogénito; deja ir a mi hijo para que me sirva (4:22-23).
 En el Texto Masorético se lee mi hijo, mientras que en la Septuaginta se lee sus hijos o sus hijos; debe preferirse el Texto Masorético, siendo el singular a la vez consonante con las otras palabras que están en singular en Oseas 11:1 y con la referencia a Éxodo 4:22-23. La lectura de la Septuaginta puede explicarse como hecha para ajustarse al plurals de 11:2, ellos y ellas.

## Historicidad
El Evangelio de Lucas no relata esta historia, relatando en su lugar que la Sagrada Familia fue al Templo de Jerusalén, y luego a casa, a Nazaret. Los seguidores del Seminario de Jesús concluyen así que tanto el nacimiento de Lucas como los relatos de la infancia de Mateo son fabricaciones.  Un tema de Mateo es comparar a Jesús con Moisés para un público de Judea, y la Huida a Egipto ilustra precisamente ese tema.
En cuanto a la narración de la infancia de Mateo, el erudito británico del siglo XX William Neil ha dicho que "cuando miramos debajo de la atractiva decoración poética, nos encontramos cara a cara con una historia muy probable. ... La huida de la Sagrada Familia al cercano Egipto hasta después de la muerte de Herodes, y la razón de que se establecieran en Galilea a su regreso, aparte de la información de Lucas de que Nazaret era su hogar, son también circunstancialmente probables."
En su comentario sobre Mateo en la Anchor Bible Series, W. F. Albright y C. S. Mann afirman que "no hay razón para dudar de la historicidad del relato de la huida de la familia a Egipto. El Antiguo Testamento abunda en referencias a individuos y familias que se refugian en Egipto, huyendo bien de la persecución o la venganza, bien ante la presión económica" 
El erudito británico R. T. France también ha argumentado a favor de la historicidad de la narración. "[La elección de José] de Egipto como lugar de exilio ... estaba en consonancia con la práctica de otros palestinos que temían represalias del gobierno; como país vecino con una población judía considerable era un refugio obvio. Y su posterior evitación de Judea bajo Arquelao, y la expectativa de seguridad en Galilea, concuerda con las circunstancias políticas tal y como las conocemos."

## Conmemoraciones litúrgicas
La Iglesia Ortodoxa Copta conmemora la "Entrada del Señor en Egipto" el 24 de Pashons (1 de junio en el calendario gregoriano). Las iglesias ortodoxas  bizantinas orientales y greco-católicas conmemoran la Huida a Egipto el 26 de diciembre. Las ediciones anteriores a 1962 del Misal Romano de la Iglesia católica prevén una Misa conmemorativa del acontecimiento para el 17 de febrero.  La Iglesia Católica Maronita conmemora la Huida a Egipto el 29 de diciembre y el "Regreso de Egipto a Nazaret" el 30 de diciembre.

## Textos apócrifos y de la tradición cristiana
En los Evangelios apócrifos y en la tradición cristiana posterior, este episodio se amplía con multitud de anécdotas y milagros acaecidos a lo largo del viaje.
Descanso en la huida a Egipto: pausa obligada para que el Niño se amamante. En la Gruta de la leche de Belén (cercana a la Basílica de la Natividad) se venera la roca donde se habría derramado una gota de leche, que al instante cambió de color, y que tiñe y proporciona cualidades curativas al agua que entra en contacto con ella. El "descanso" es muy representado como tema pictórico, así como el tema denominado Virgo lactans o Virgen de la leche.
En Egipto se encuentra un viejo sicomoro llamado "El árbol de la Virgen". Está en el-Matariya, El Cairo, Egipto. La tradición recoge que la Virgen María descansó en él durante su huida a Egipto.
Milagro del campo de trigo: al llegar junto a un hombre que estaba sembrando el campo le piden que cuando lleguen los soldados de Herodes, que les están buscando, diga la verdad: que vio pasar por allí a los tres en el momento de la siembra. A continuación se produce el milagro: instantáneamente el trigo crece y madura quedando listo para cosechar. Así, al llegar los soldados, renuncian a seguir la persecución pensando que hacía muchos meses que habrían pasado por allí.
Milagro de la palmera: durante el viaje la familia pasa hambre y sed. En el camino ven una palmera cargada de dátiles a una altura difícil de alcanzar. Jesús ordena al árbol que incline sus ramas, y se cumple su voluntad, permitiendo recoger sus frutos. En este momento aparecen tres ángeles a los que Dios Padre ha encargado llevarle al Paraíso una palma de la palmera generosa. En adelante la palma será la recompensa de los justos (palma de los justos); con lo que se utiliza en arte como iconografía del martirio (palma del martirio). Las hojas de palmera aparecen en otro episodio evangélico: la entrada de Cristo en Jerusalén, cuando es recibido por una multitud que le vitorea; momento que se conmemora el Domingo de Ramos y que se interpreta como una prefiguración de la Pasión precisamente en su momento de mayor triunfo en vida. También relacionado con la palmera está el personaje de San Cristóbal o Cristobalón, un gigante que habría cruzado un profundo río con el Niño Jesús sobre sus hombros ayudándose de una palmera que arrancó para usarla de apoyo. Es un motivo muy utilizado en la decoración pictórica del interior de las iglesias en España, y se le considera el patrón de los conductores, aunque ha sido excluido del santoral desde 1969.

## En el arte

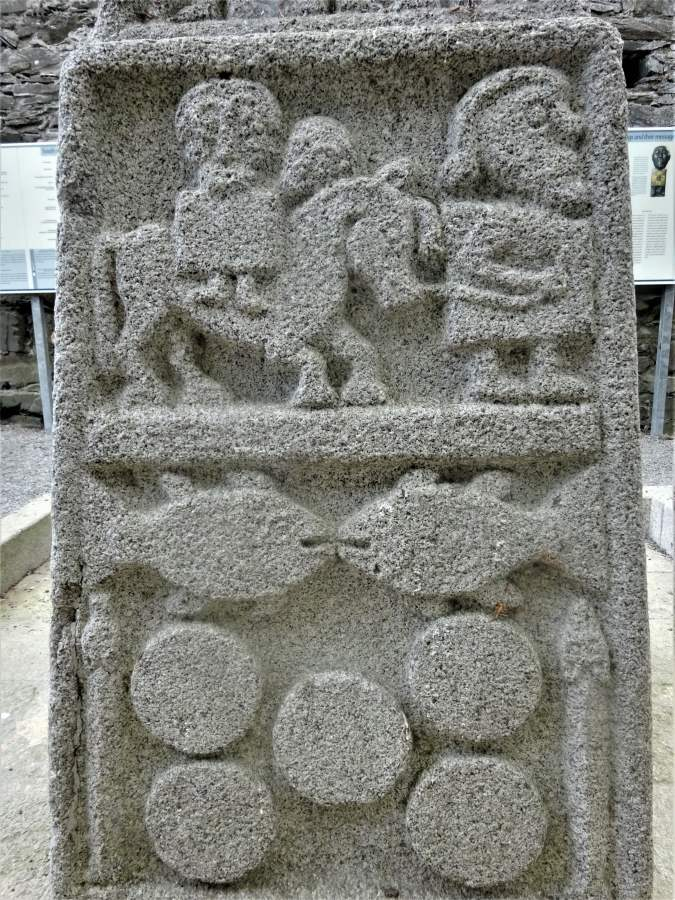
La Huida a Egipto (arriba), representada en Moone High Cross, Irlanda

La Huida a Egipto fue un tema popular en el arte, que mostraba a María con el niño sobre un asno, conducida por José, tomando prestada la iconografía más antigua del raro Viaje a Belén bizantino.  No obstante, José a veces sostiene al niño sobre sus hombros. Antes de 1525 aproximadamente, solía formar parte de un ciclo más amplio, ya fuera de la Natividad, o de la Vida de Cristo o la Vida de la Virgen.
.

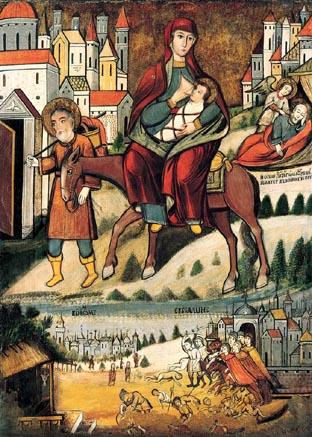
Iconos rusos de la Huida a Egipto; la parte inferior muestra los ídolos de Egipto cayendo milagrosamente ante Jesús y siendo destrozadas

A partir de la siglo XV en los Países Bajos, el tema no bíblico de la Sagrada Familia descansando en el viaje, el Descanso en la huida a Egipto se hizo popular, a finales del siglo XVI quizás más común que la familia viajera original. La familia solía ir acompañada de ángeles y, en imágenes anteriores, a veces de un niño mayor que podría representar a Santiago el Justo, interpretado como hijo de José, de un matrimonio anterior.
El trasfondo de estas escenas solía incluir (hasta que el Concilio de Trento puso coto a tales adiciones a las Escrituras) una serie de milagros apócrifos, y daba pie al género emergente de la pintura de paisaje. En el Milagro del maíz, los soldados perseguidores interrogaron a los campesinos, preguntándoles cuándo había pasado por allí la Sagrada Familia. Los campesinos respondieron sinceramente que fue cuando estaban sembrando sus semillas de trigo; sin embargo, el trigo ha crecido milagrosamente hasta alcanzar toda su altura. En el Milagro del ídolo, una estatua pagana cayó de su pedestal al paso del niño Jesús, y una fuente brotó del desierto (originalmente separadas, a menudo se combinan). En otras leyendas menos frecuentes, un grupo de ladrones abandonó su plan de robar a los viajeros, y una palmera datilera se inclinó para permitirles arrancar el fruto.
Durante el siglo XVI, a medida que crecía el interés por el pintura paisajista, el tema se hizo popular como tema individual para pinturas, a menudo con las figuras pequeñas en un gran paisaje. El tema fue especialmente popular entre pintores románticos alemanes, y más tarde, en el siglo XIX, fue uno de los temas del Nuevo Testamento que se prestaron al tratamiento orientalista. Inusualmente, el artista del siglo XVIII Gianbattista Tiepolo realizó toda una serie de aguafuertes con 24 escenas de la huida, la mayoría de las cuales sólo mostraban diferentes vistas de la Sagrada Familia viajando.

### Pintura

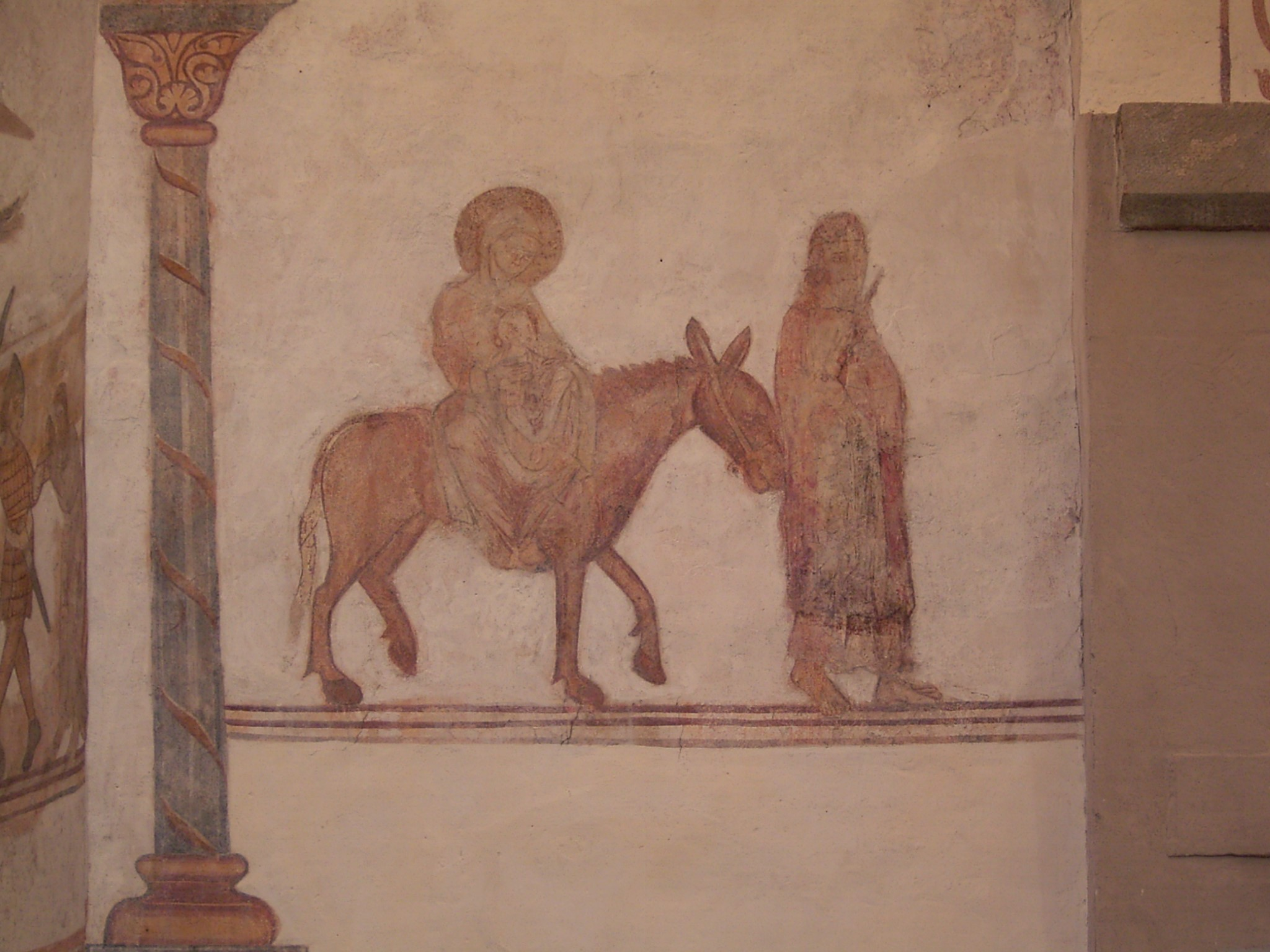
Fresco románico de la iglesia de Stiepel (construida en 1008).
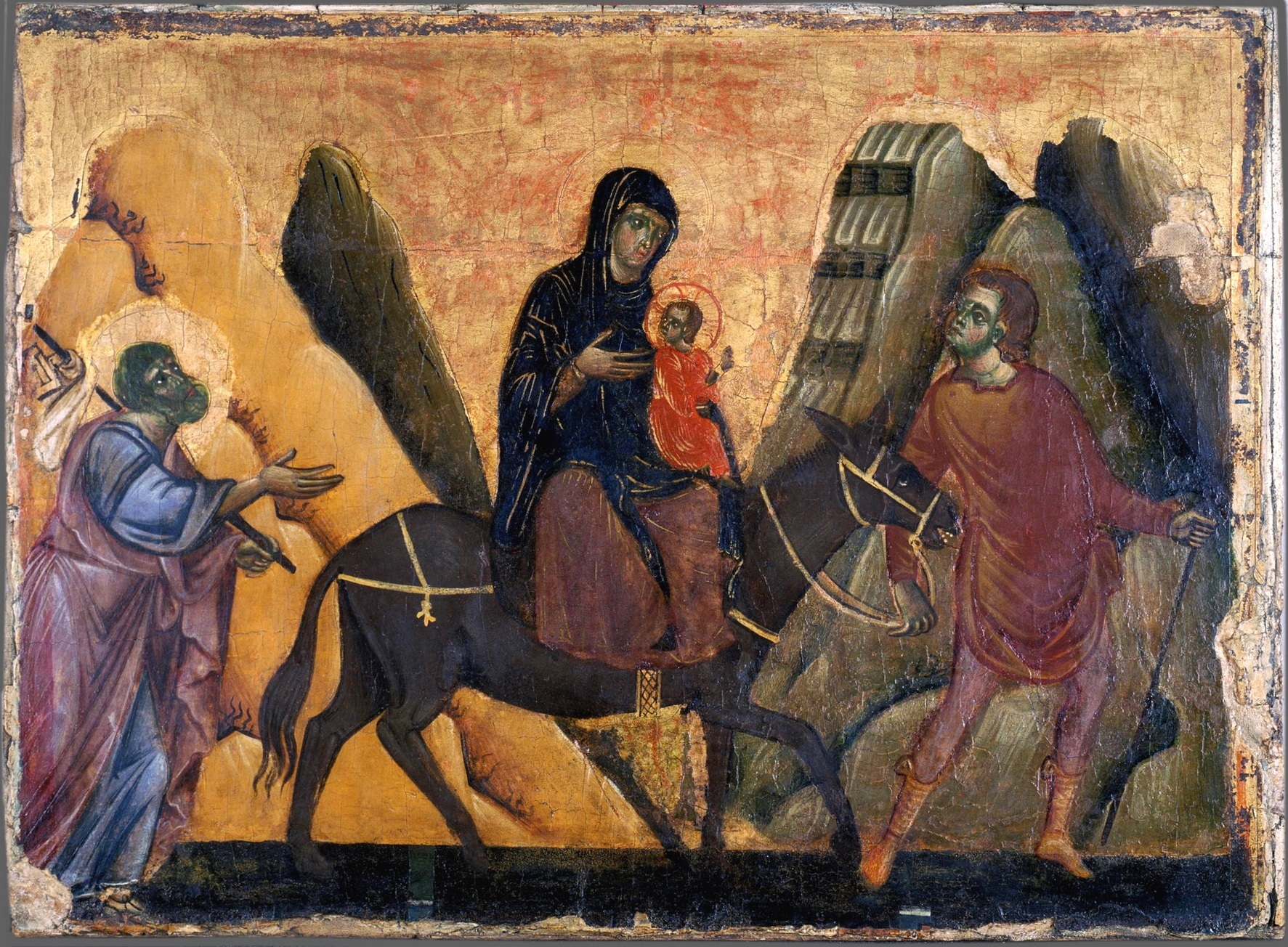
Guido de Siena, 1275.
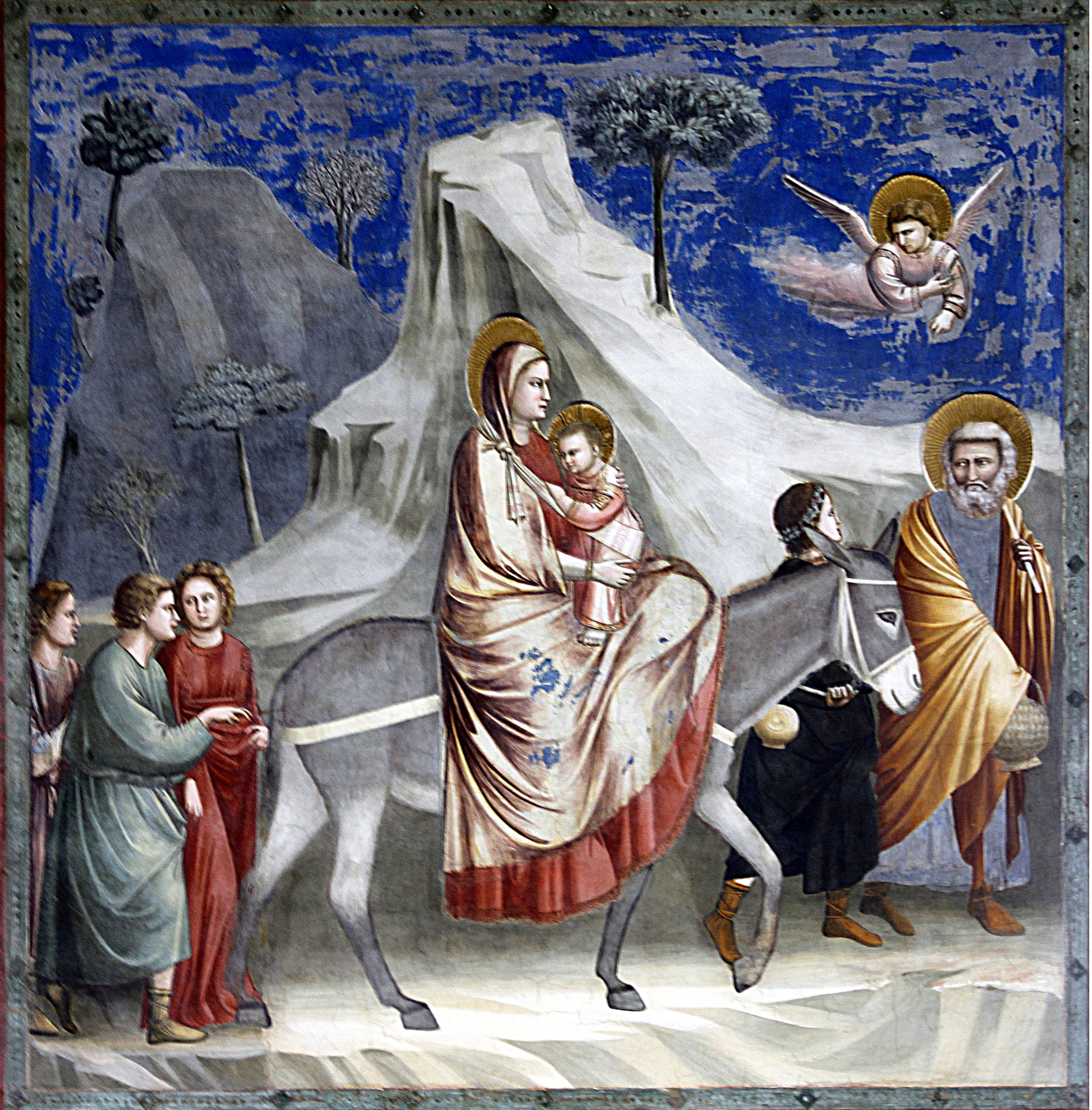
Giotto, 1304.
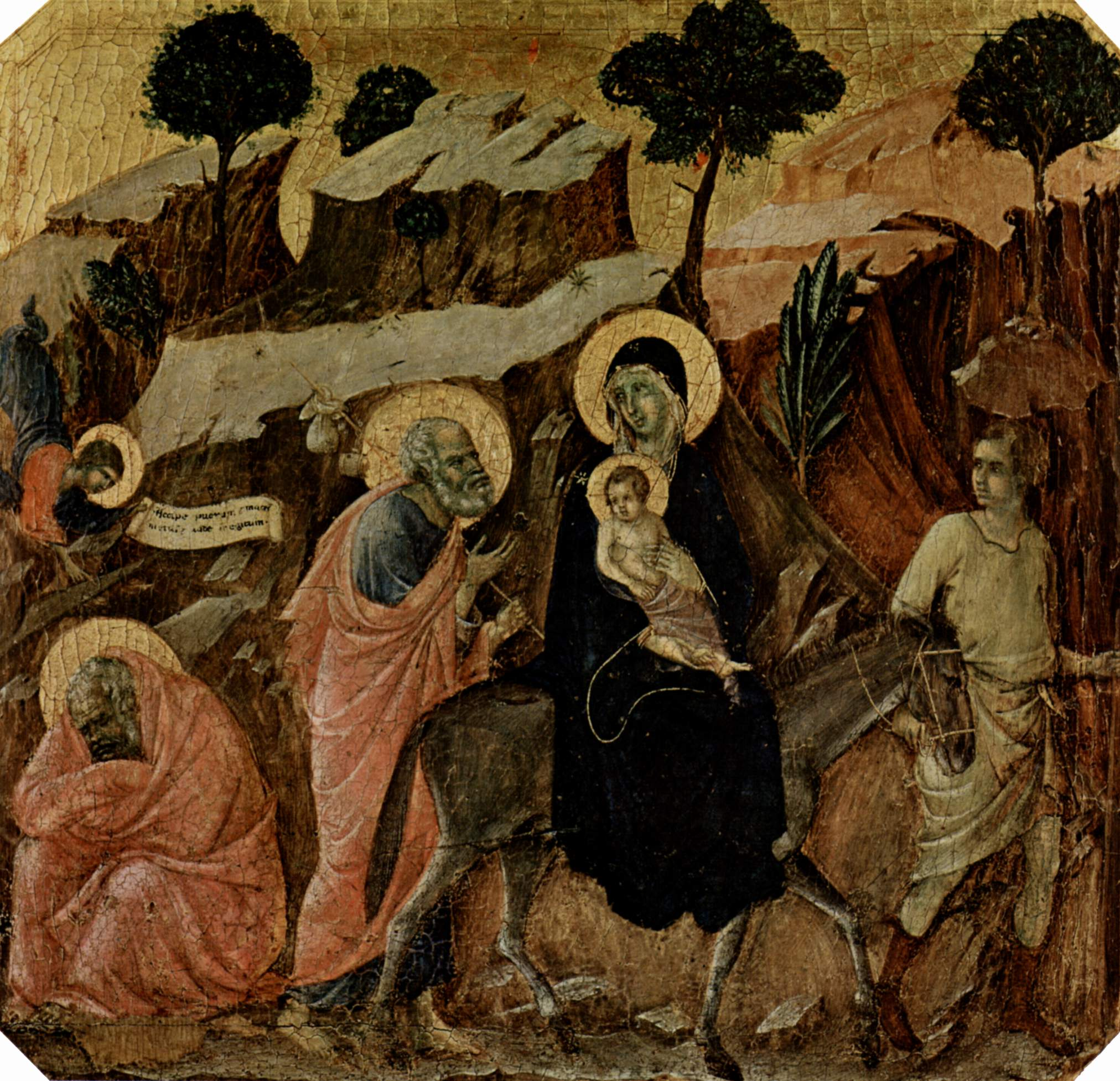
Duccio di Buoninsegna, 1308.
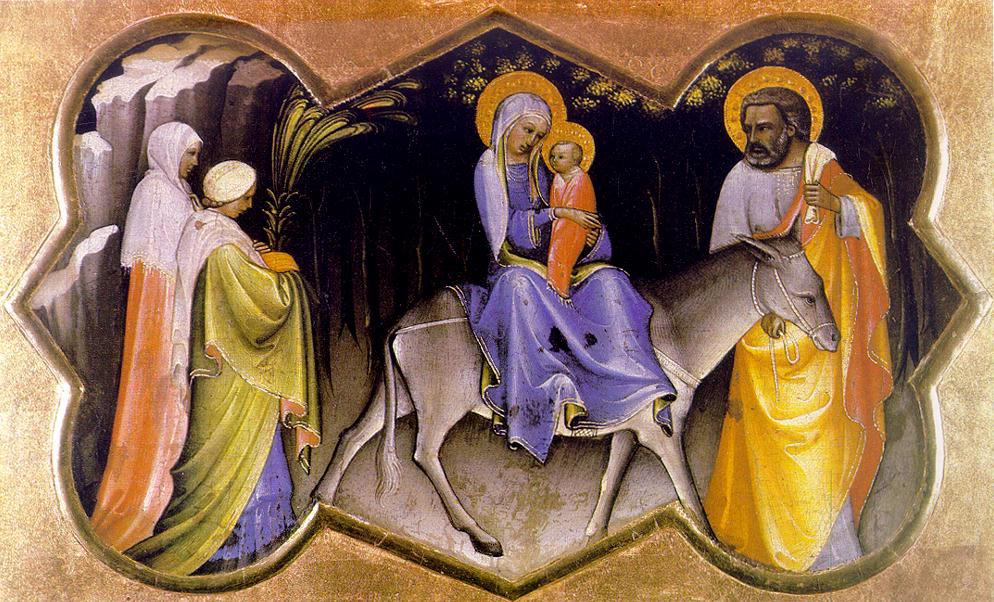
Lorenzo Monaco, finales del siglo XIV

El tema de la Huida a Egipto, así como las narraciones posteriores y añadidas fue tratado abundantemente en el arte medieval, a partir del arte paleocristiano y bizantino de los siglos V y VI, como parte del ciclo de la vida de Jesús. Se puede ver en capiteles románicos, en bajorrelieves y en pinturas; especialmente en las escuelas italiana, alemana, flamenca y holandesa. 

Fra Angelico, 1450.
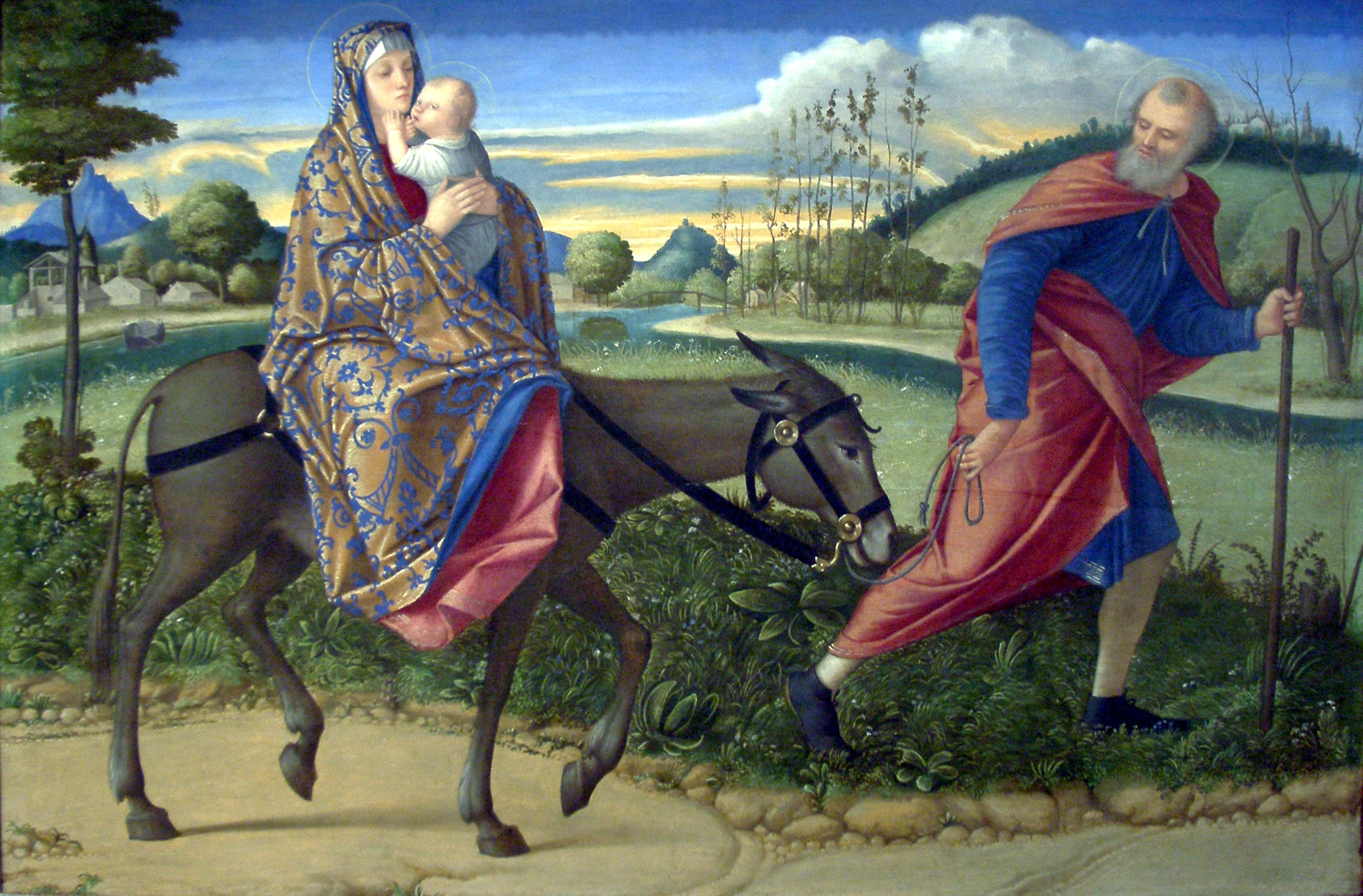
Vittore Carpaccio, 1500.

La composición suele incluir a la Virgen María que lleva al Niño mientras monta una borriquilla que conduce de las riendas José, apoyado en un bastón; o bien José cierra la marcha, siendo un ángel el que guía al grupo.

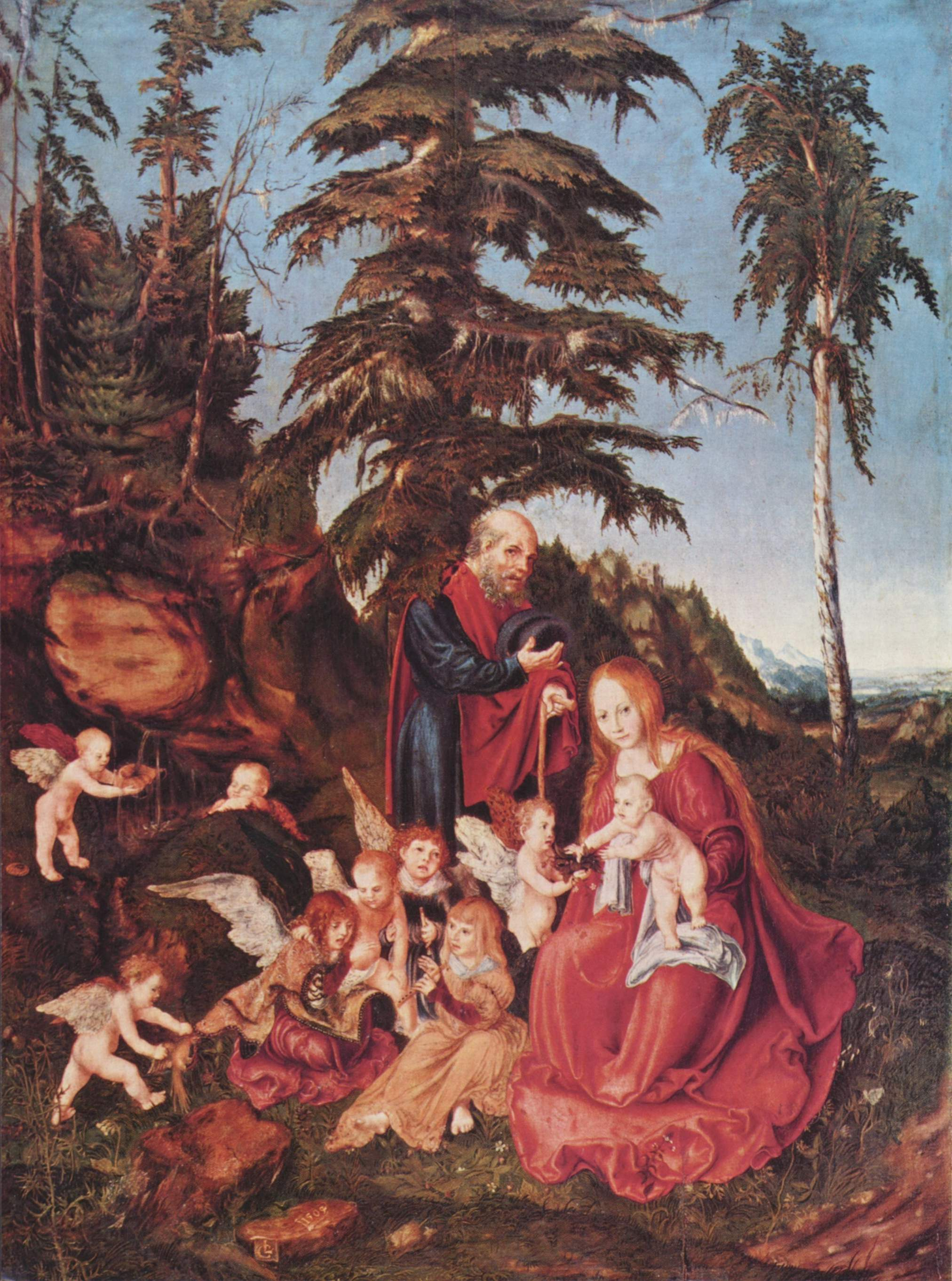
Descanso en la huida a Egipto (Cranach), 1504.
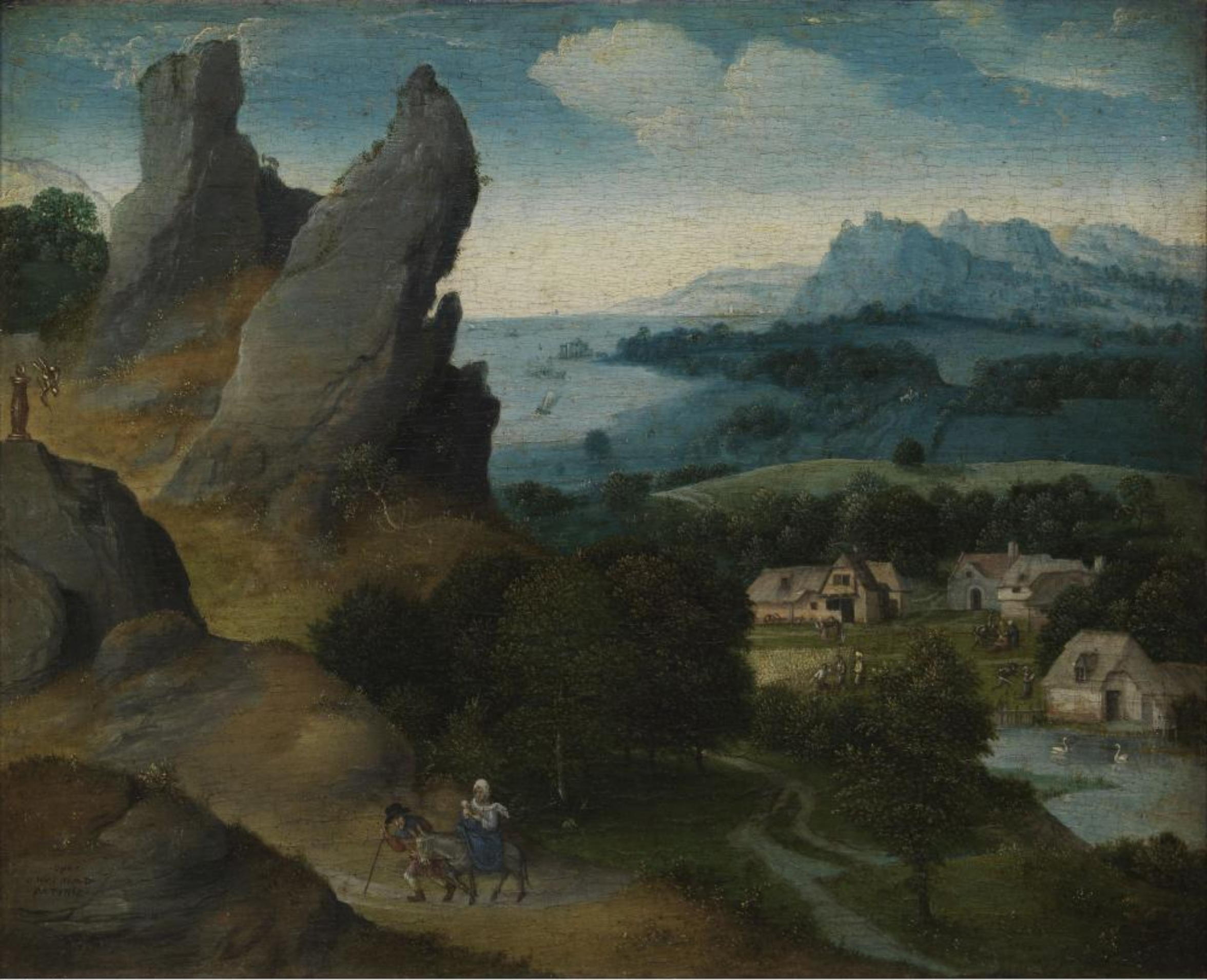
Descanso en la huida a Egipto (Patinir), 1515.
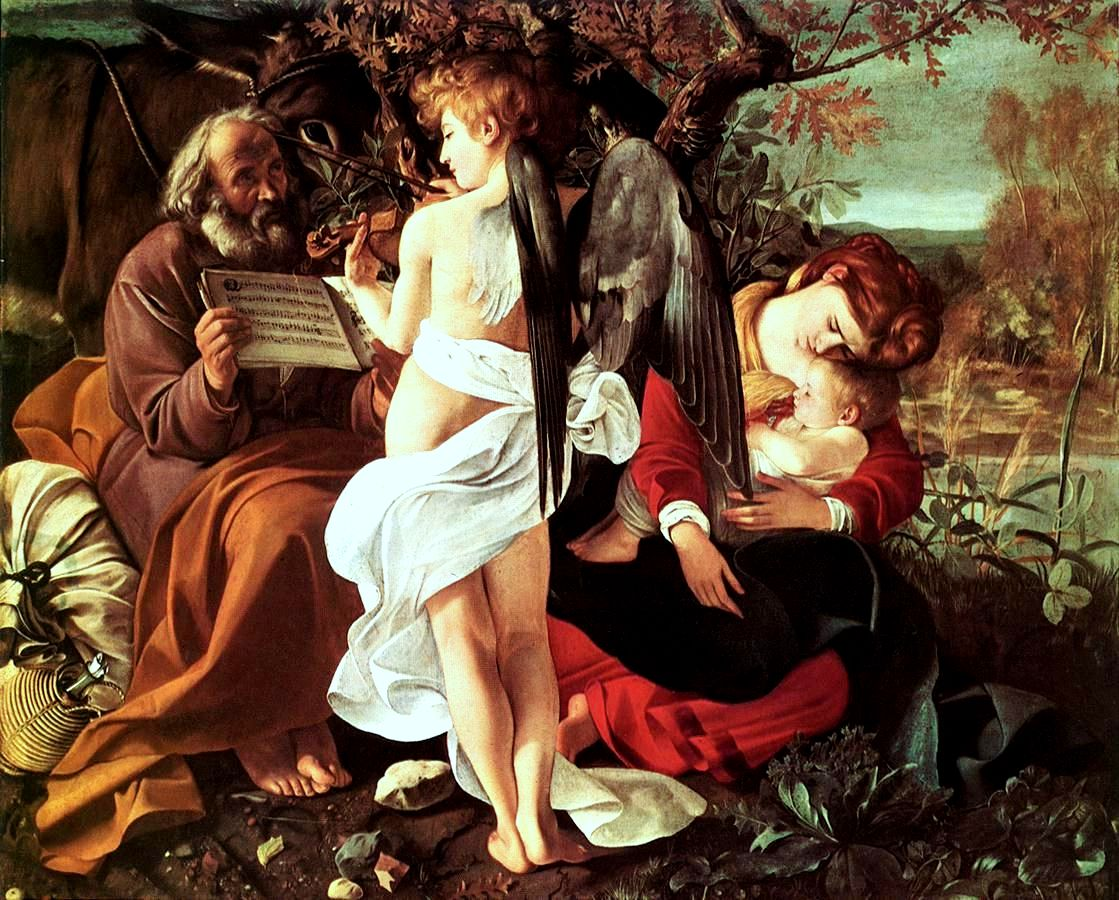
Descanso en la huida a Egipto (Caravaggio), 1597

Desde el gótico, el paisaje va adquiriendo cada vez un lugar más importante; a partir del siglo XV, los pintores flamencos representan al fondo la escena del trigal, hasta ocupar la mayor parte de la superficie pictórica en las representaciones del descanso del siglo XVI y XVII.

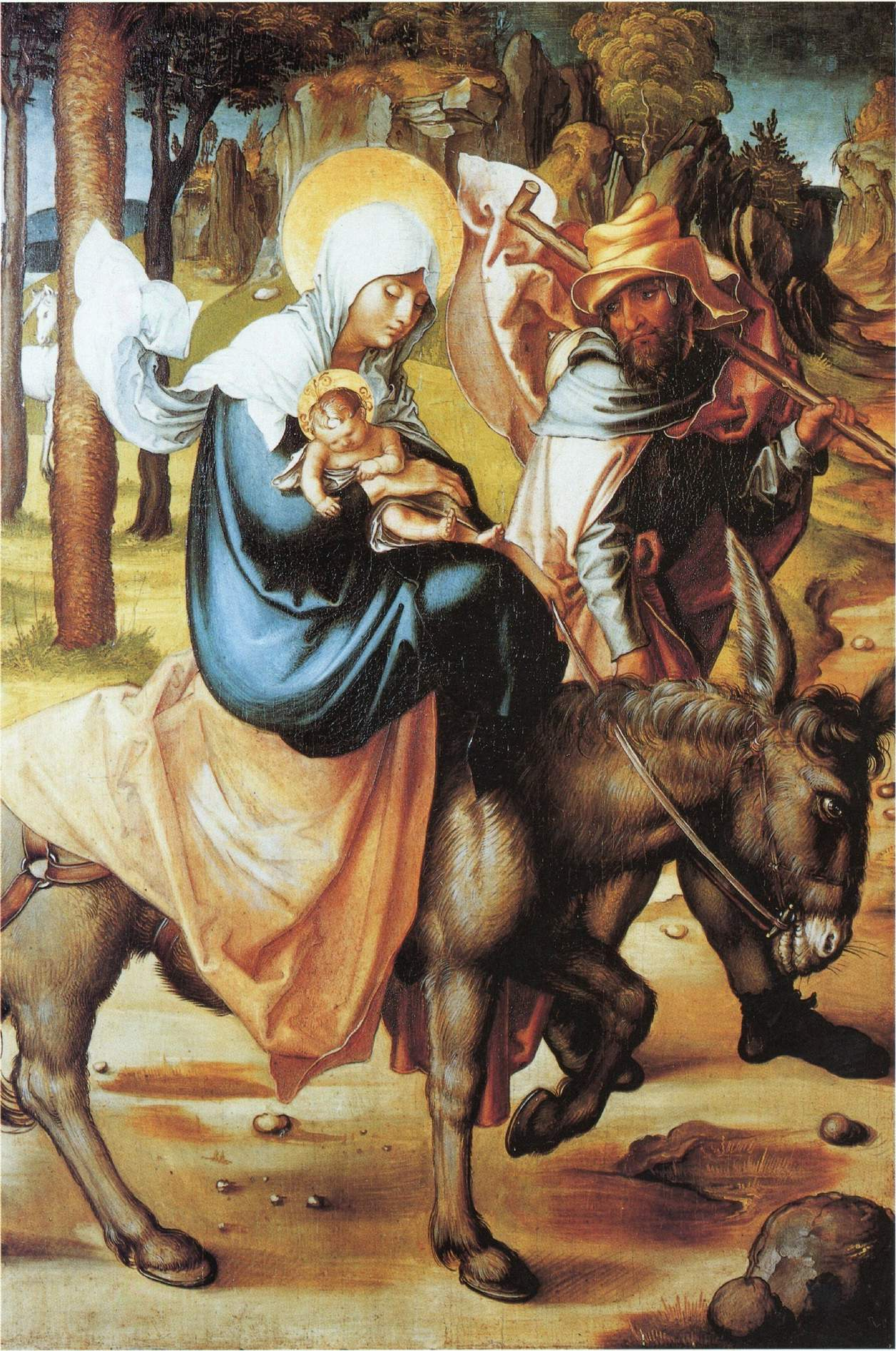
Alberto Durero, 1494.
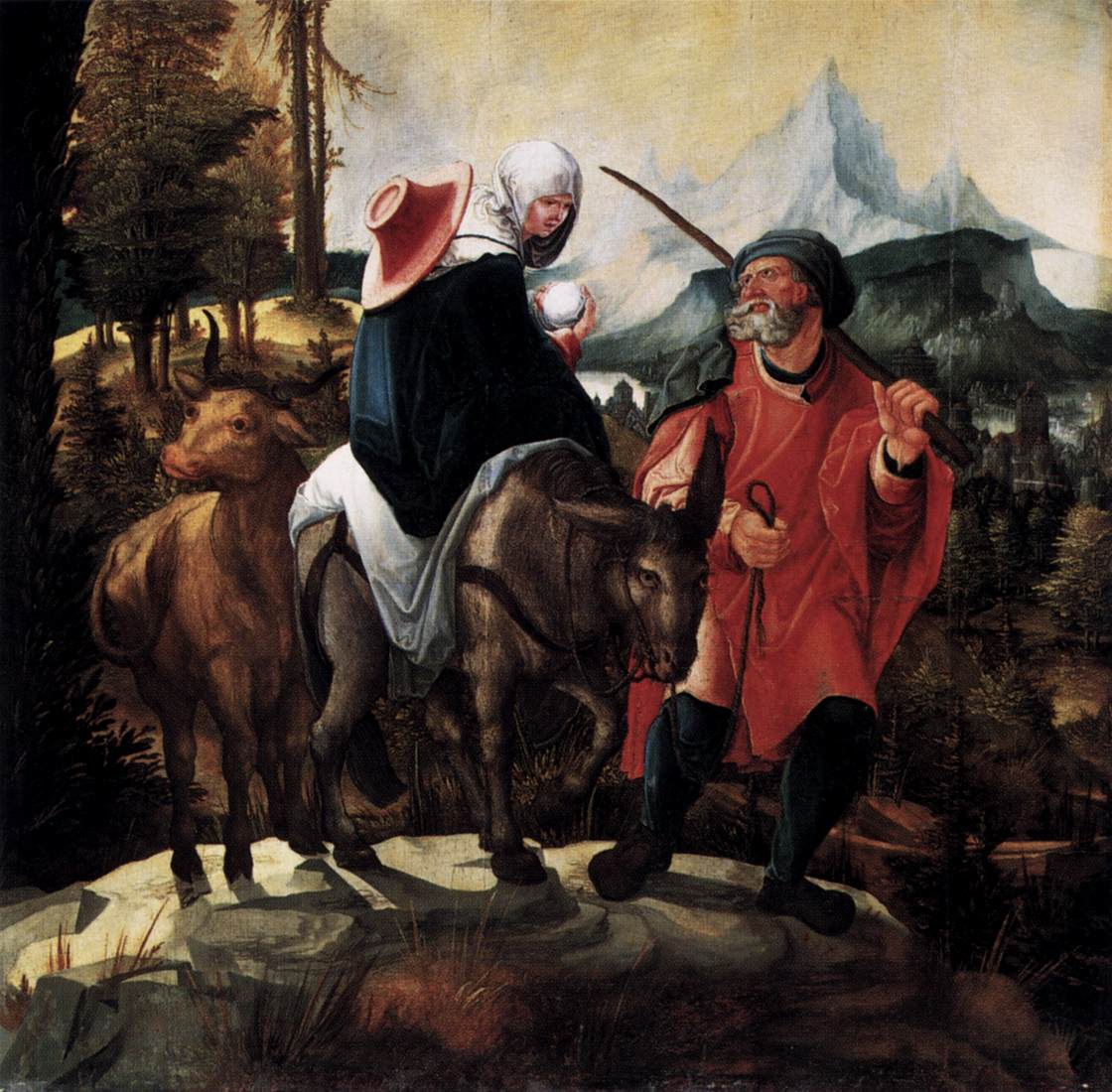
Wolf Huber, 1525.
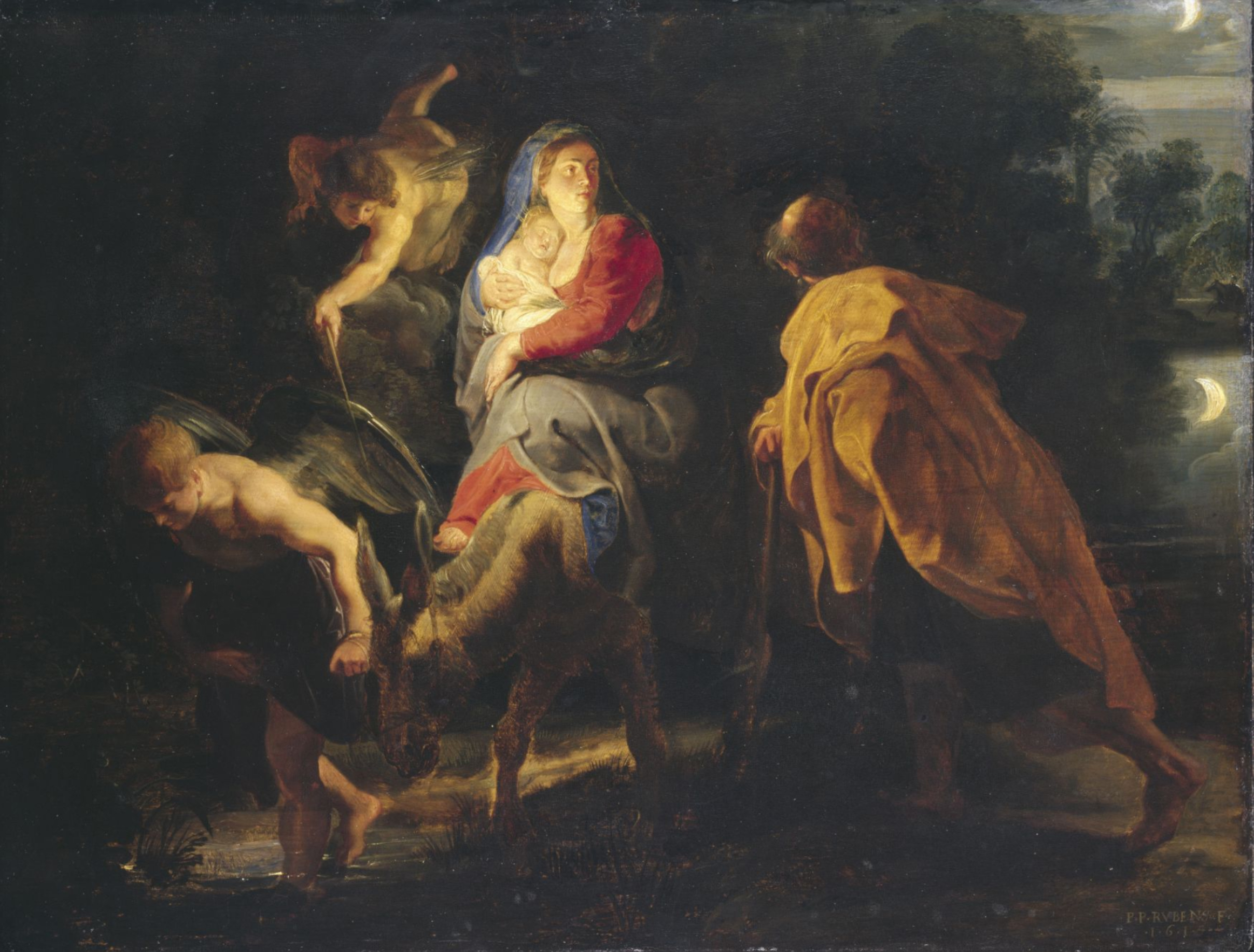
Rubens, 1614.
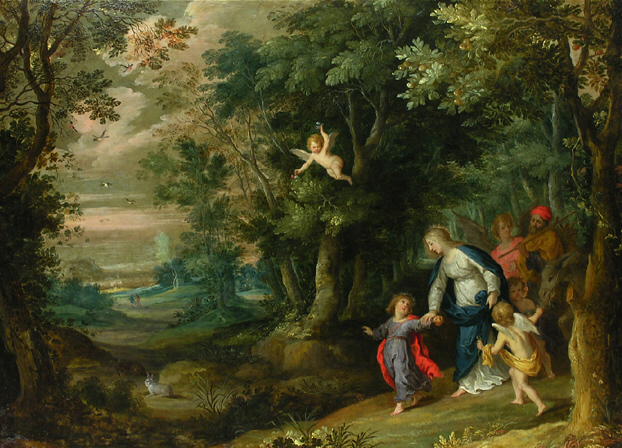
Jan Brueghel el Viejo y Hans Rottenhammer, antes de 1625.
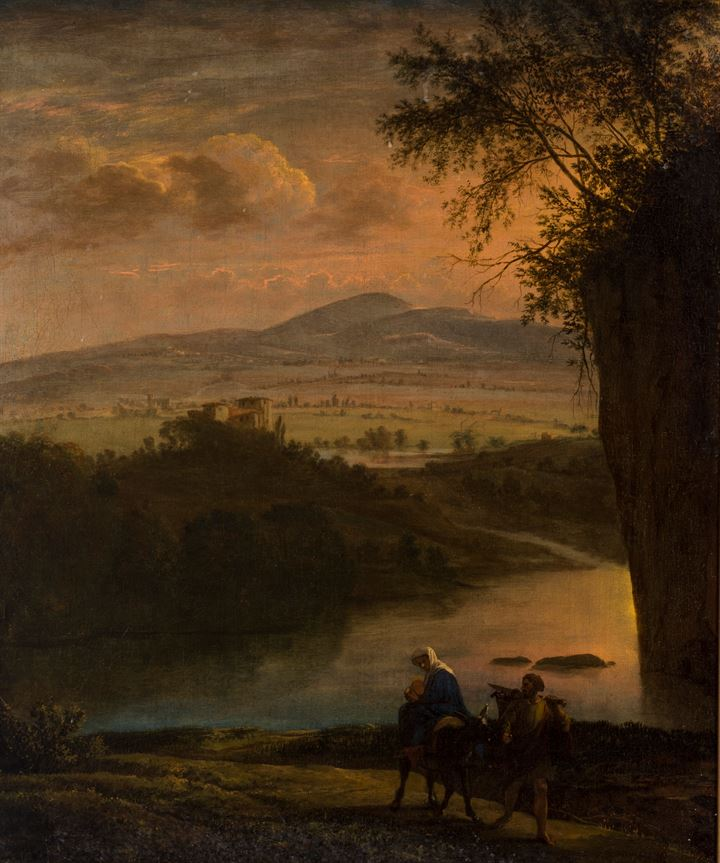
Jan Asselijn, c. 1640
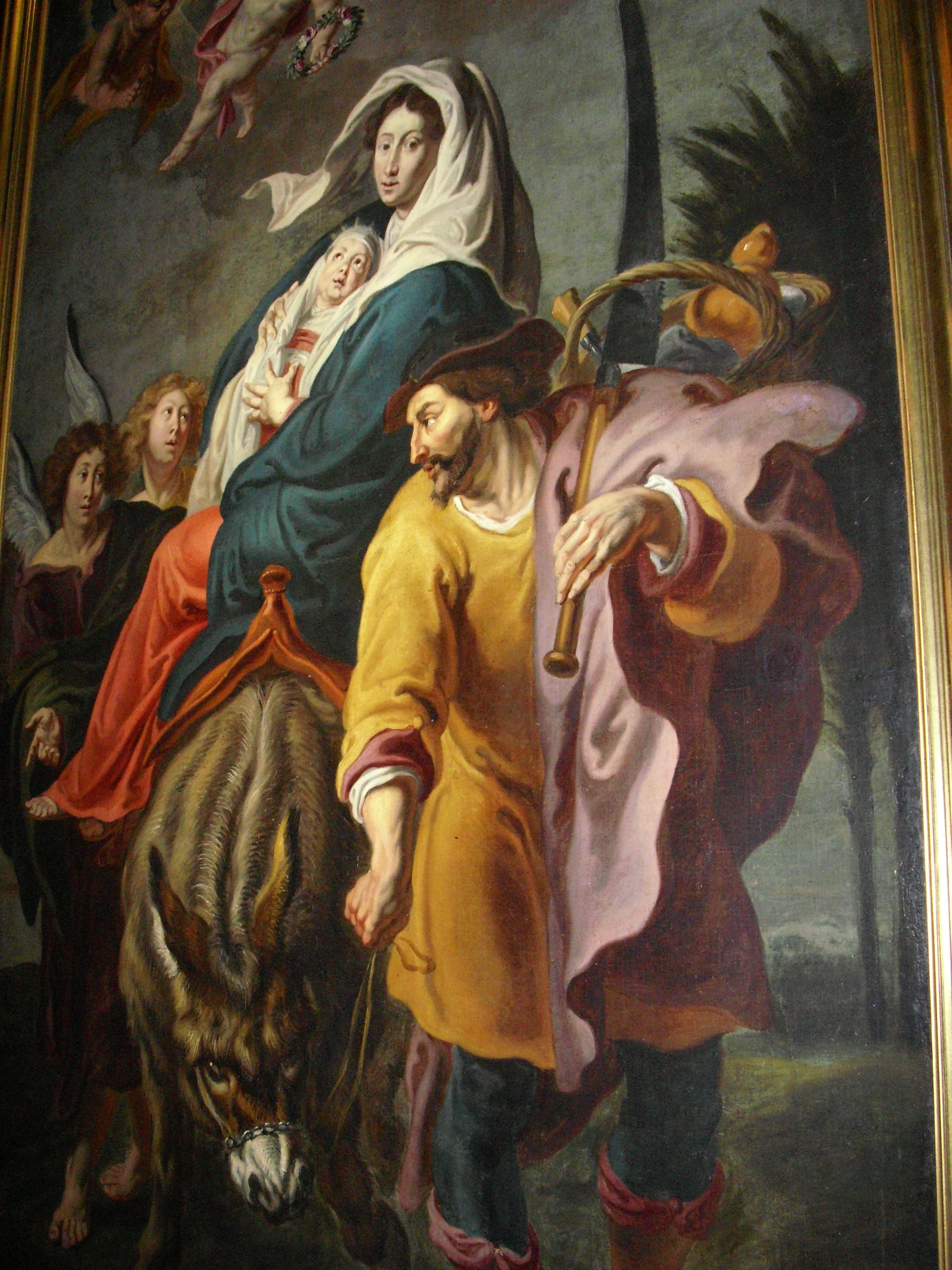
Huida a Egipto (Herp), 1674.

### Escuela francesa
Nicolas Poussin realiza dos pendants con las escenas del Descanso en la huida a Egipto y el Retorno de Egipto (1629-1630).

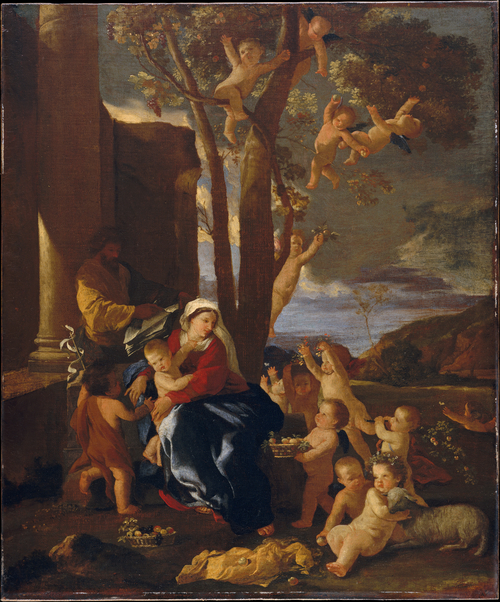
El Descanso, de Poussin.
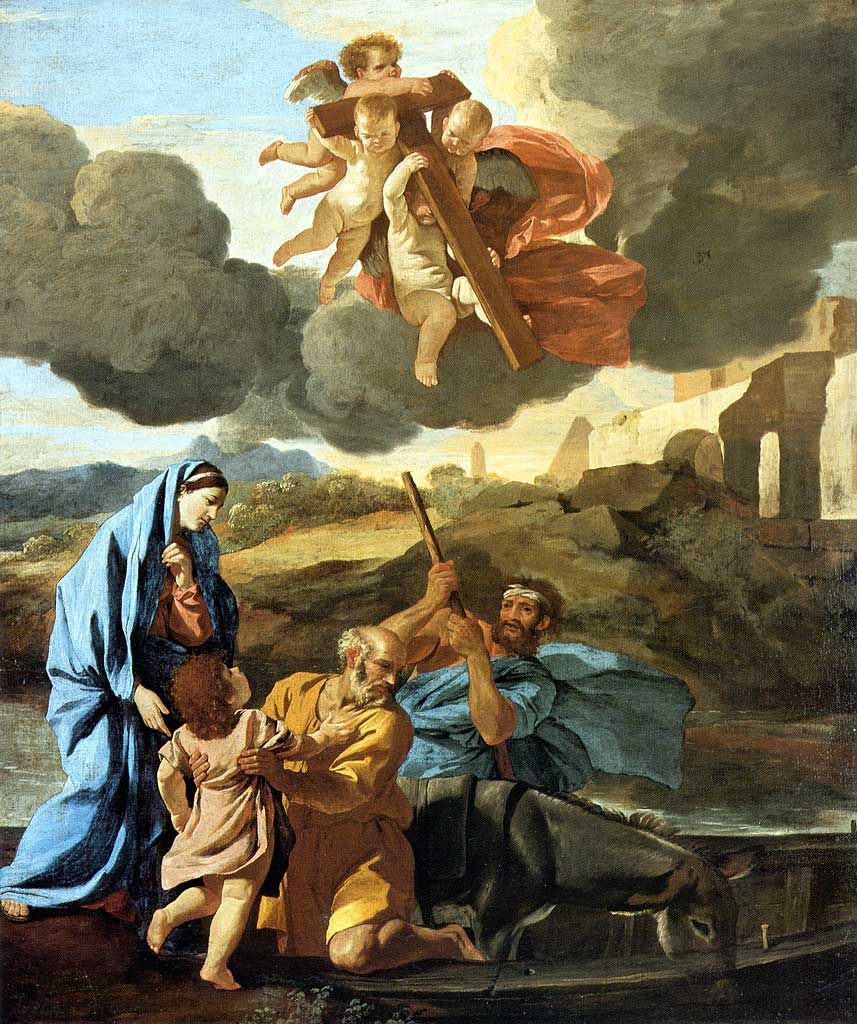
El Retorno, de Poussin.
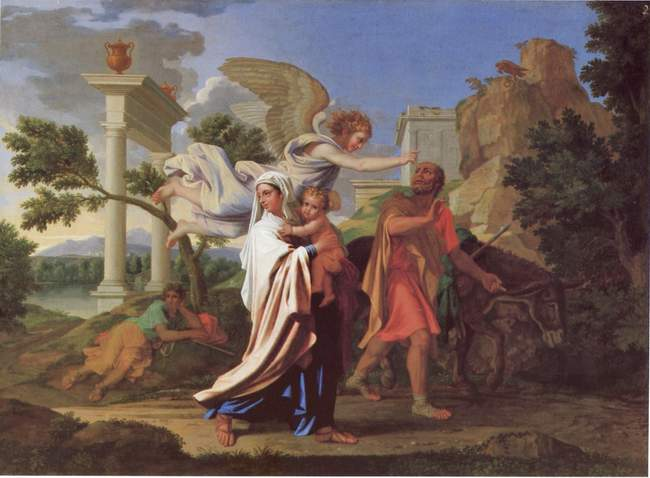
Un cuadro posterior de Poussin sobre el tema de la Huida, 1657.
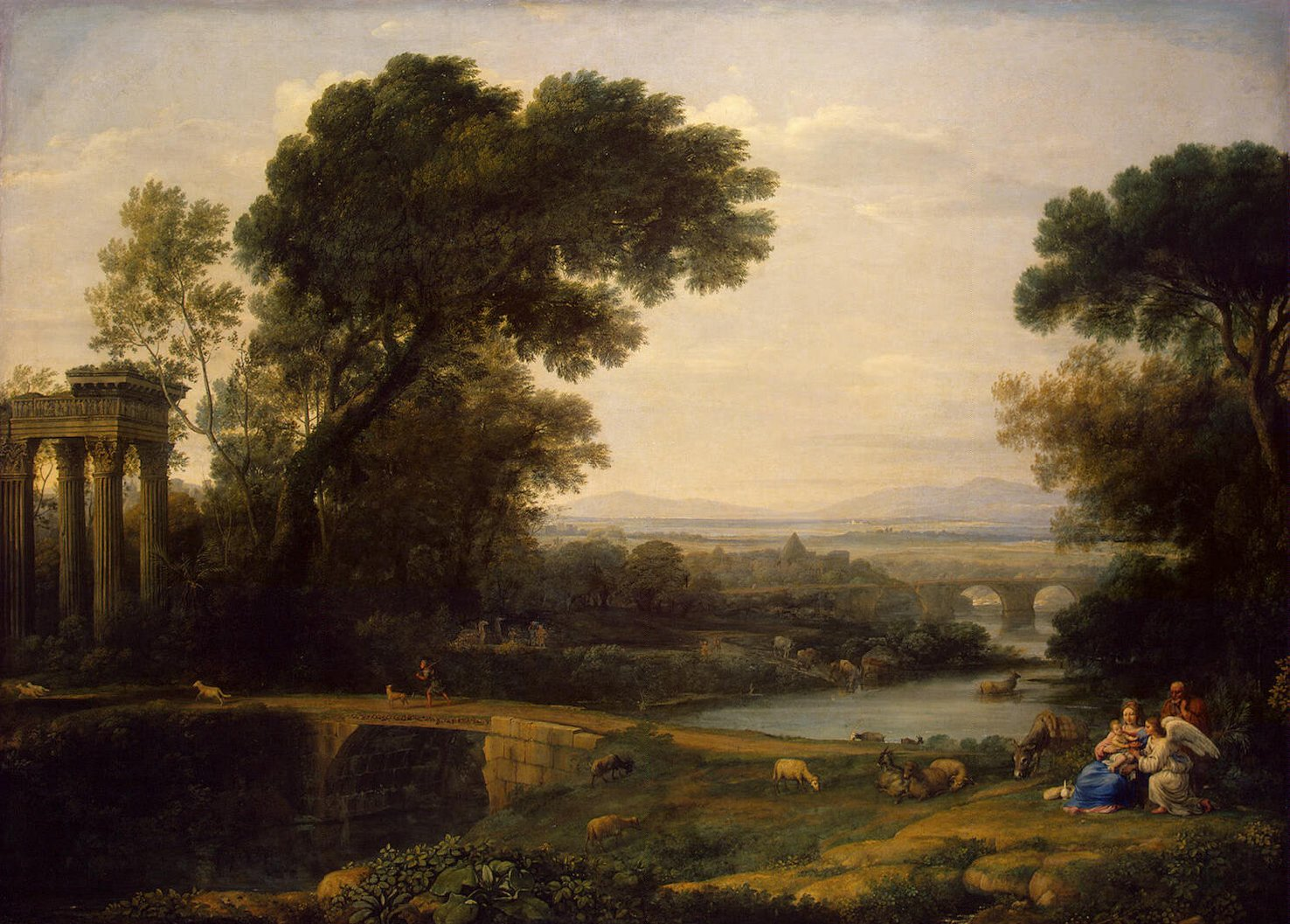
Paisaje con el descanso durante la huida a Egipto, Claudio de Lorena, 1661.

### Escuela española
El tema ha sido muy tratado en la pintura española desde finales de la Edad Media, en algún caso varias veces por el mismo pintor a lo largo de su carrera.

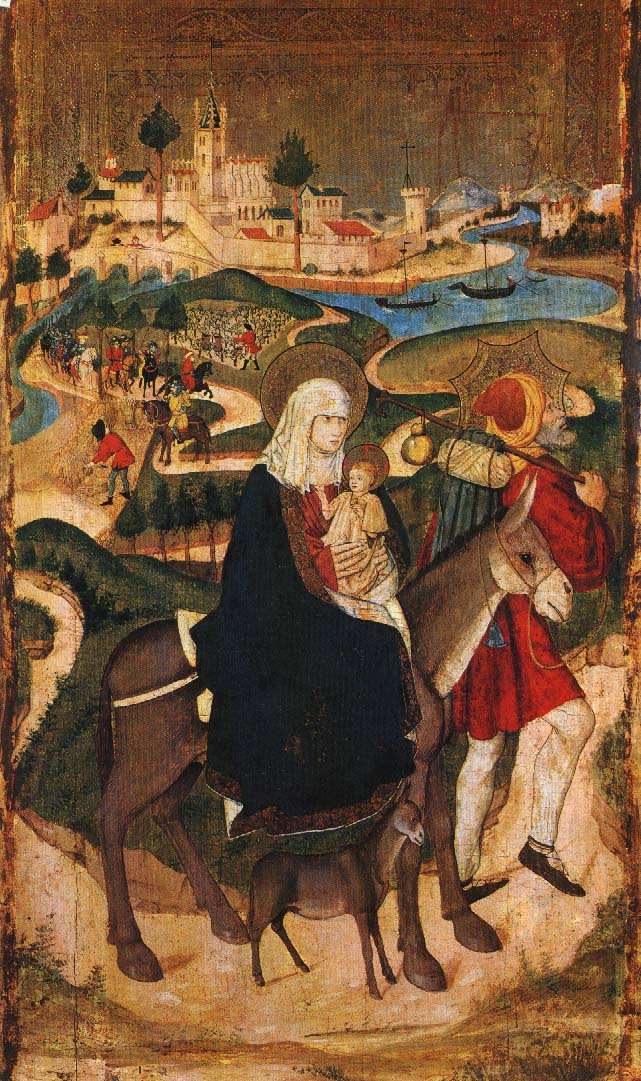
Blasco de Grañén y Martín de Soria, 1440.
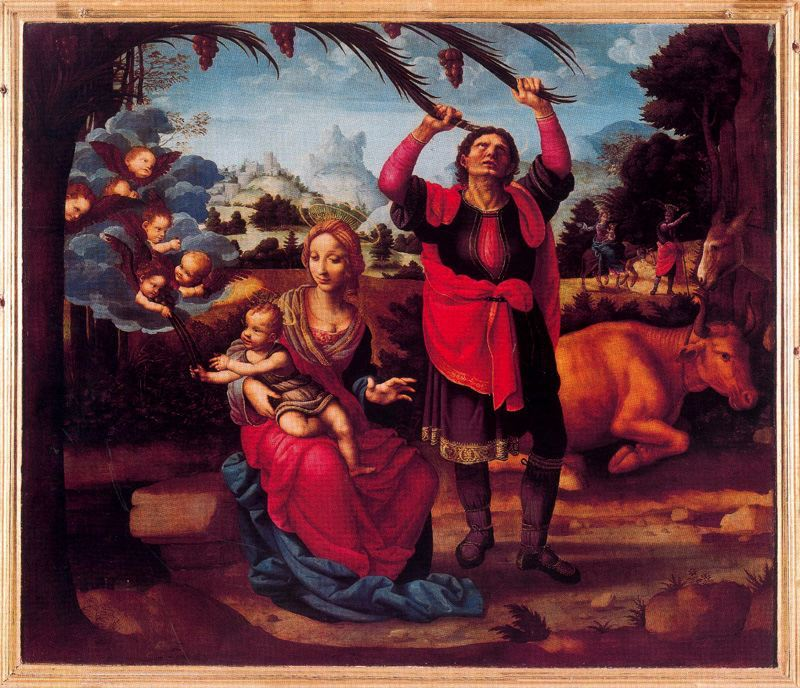
Hernando de los Llanos, 1507.
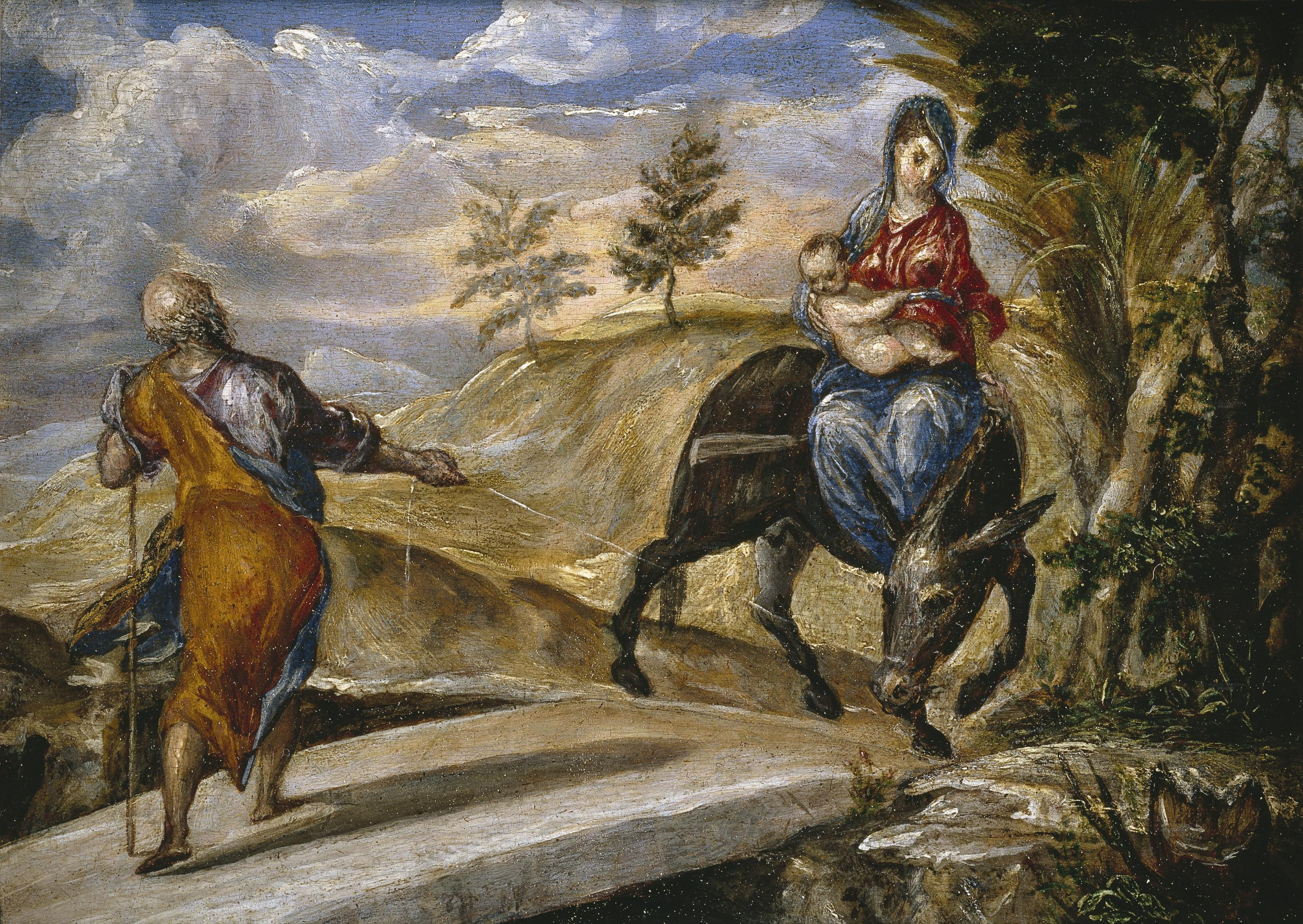
El Greco, 1570.
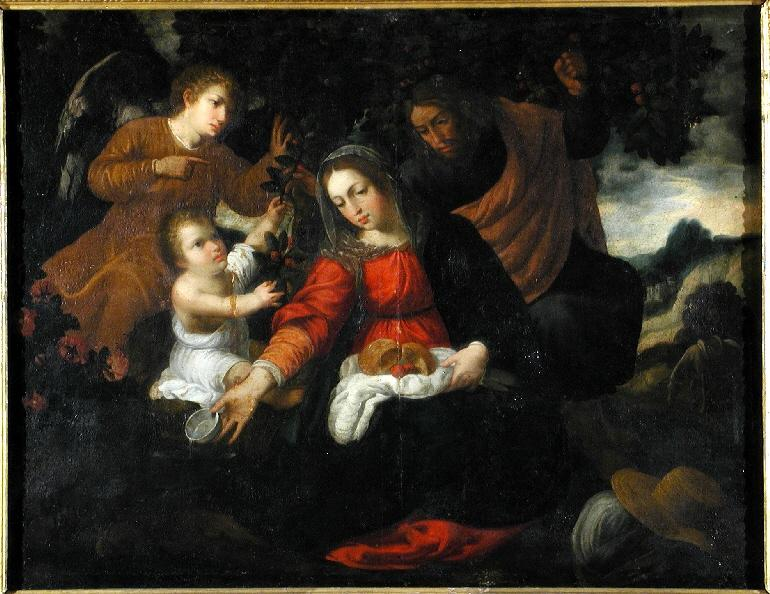
Felices Vicente de Cáceres, principios del siglo XVII.
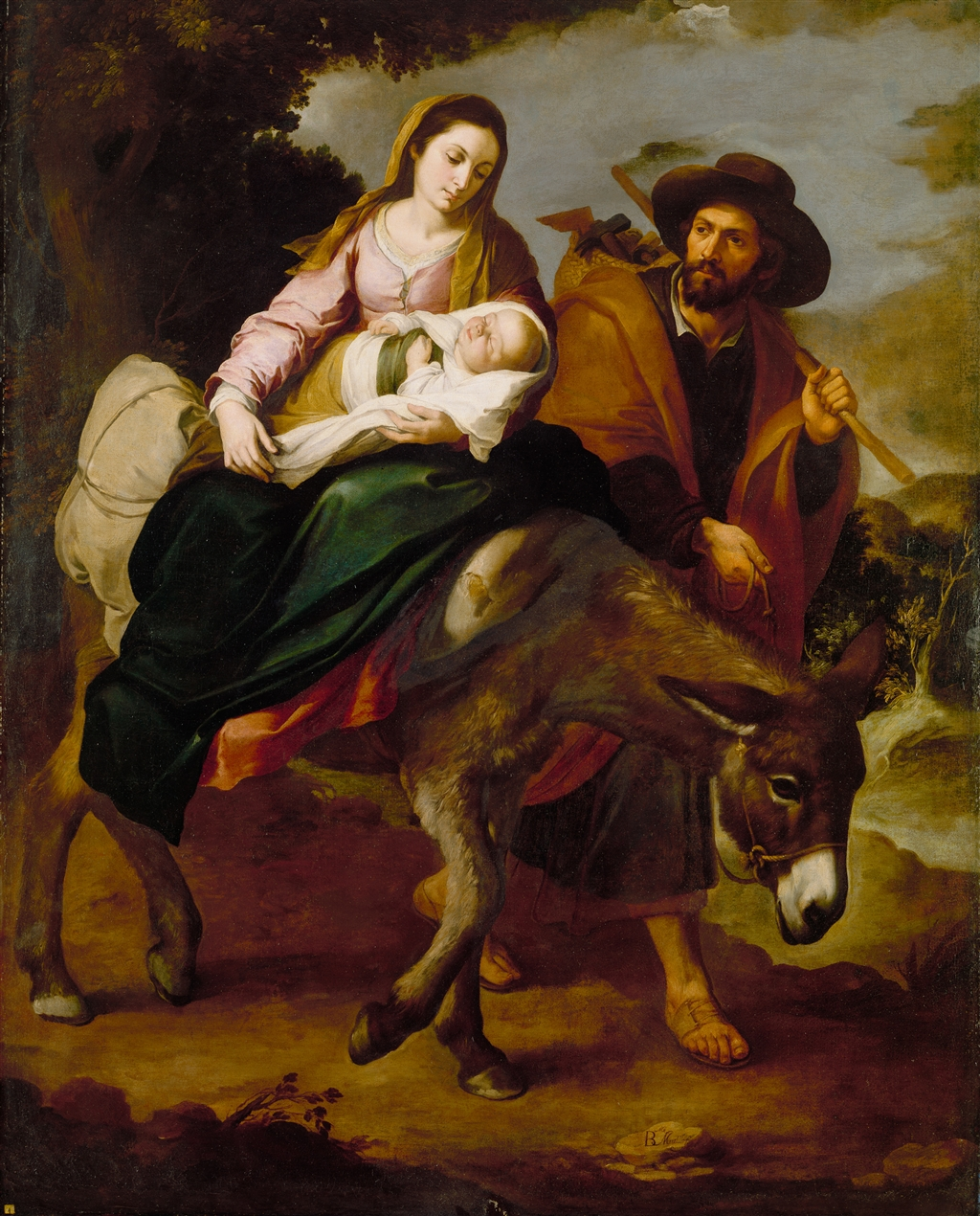
Murillo, 1647.
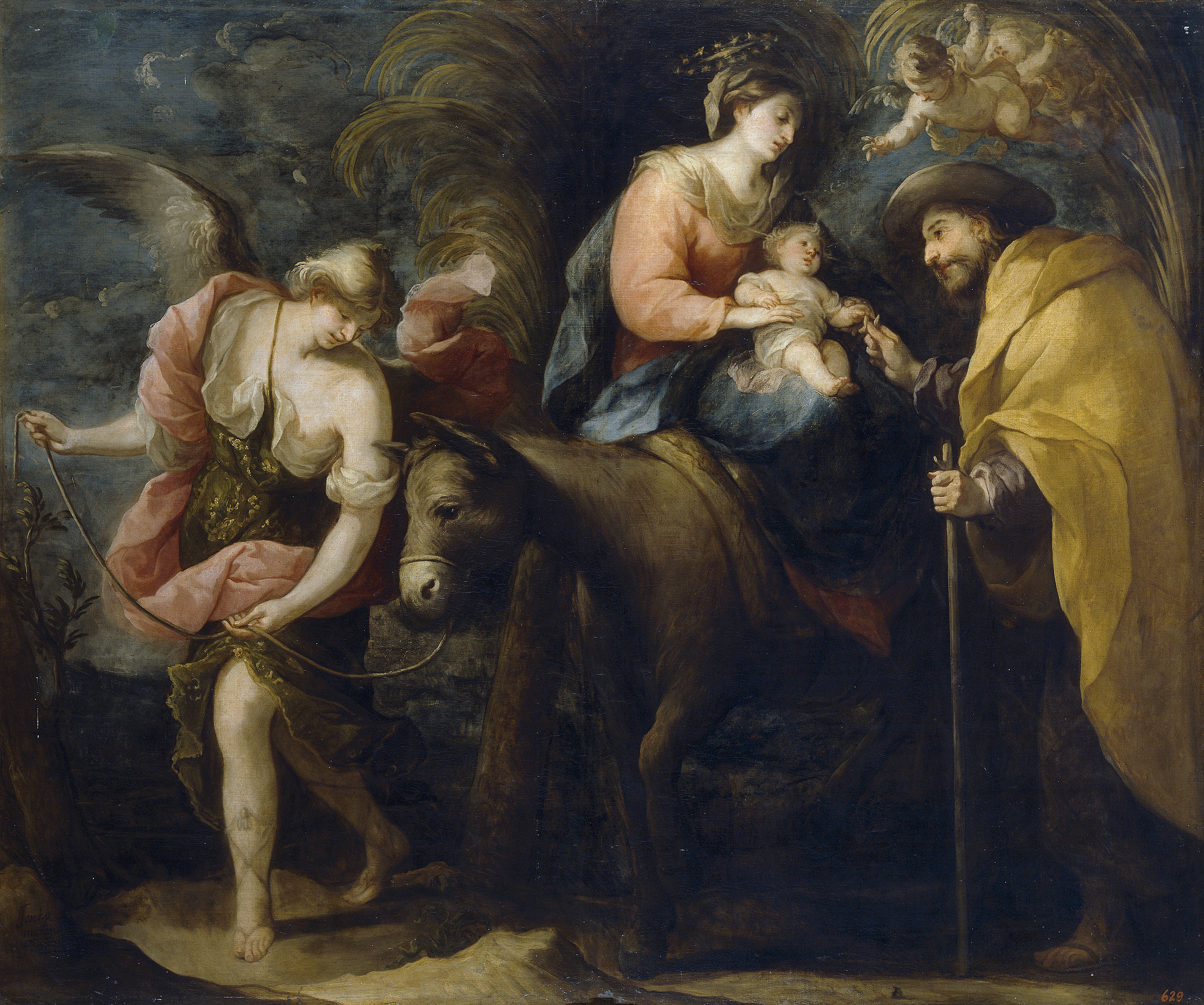
José Moreno, 1660.
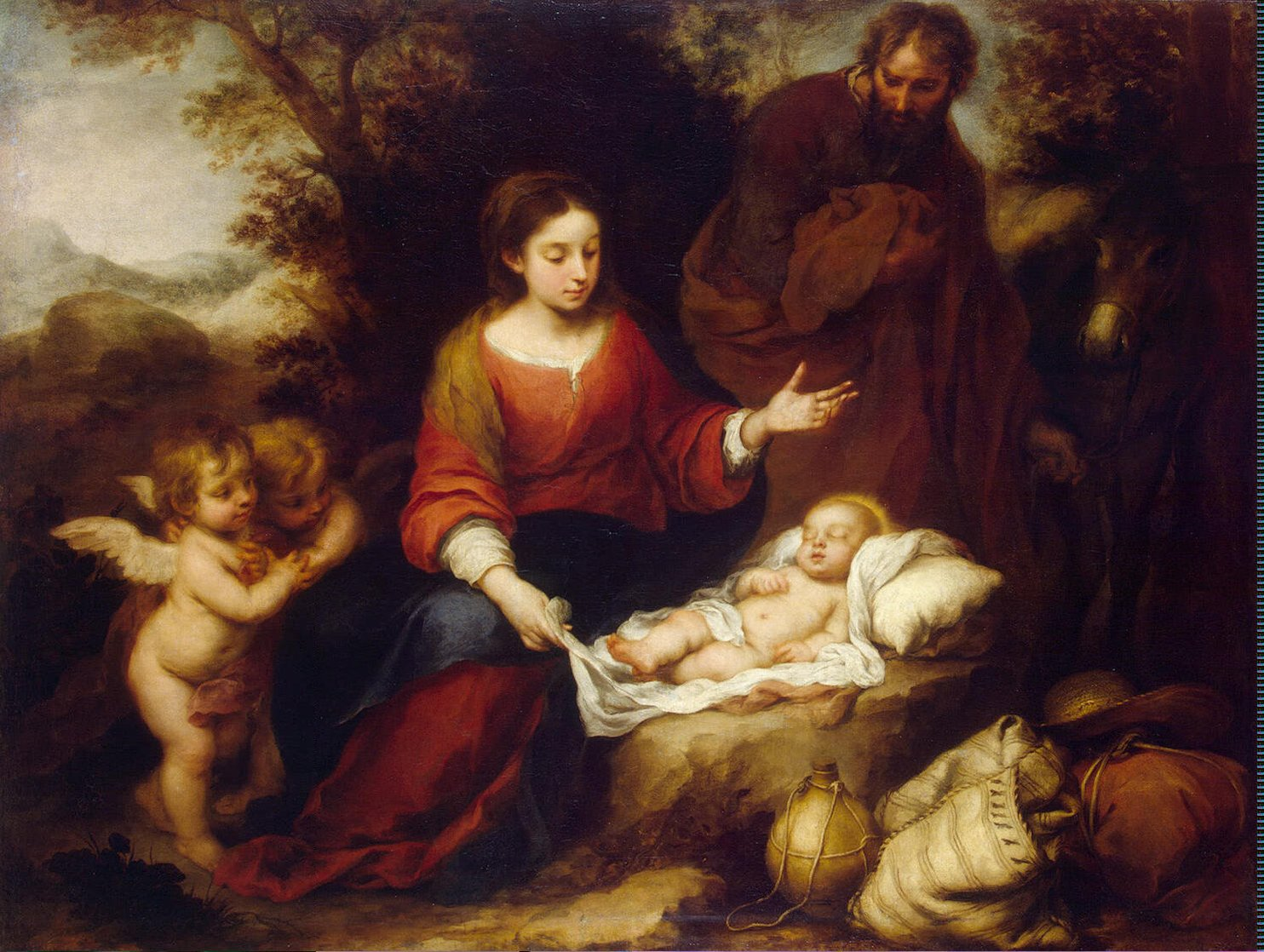
Murillo, 1667.
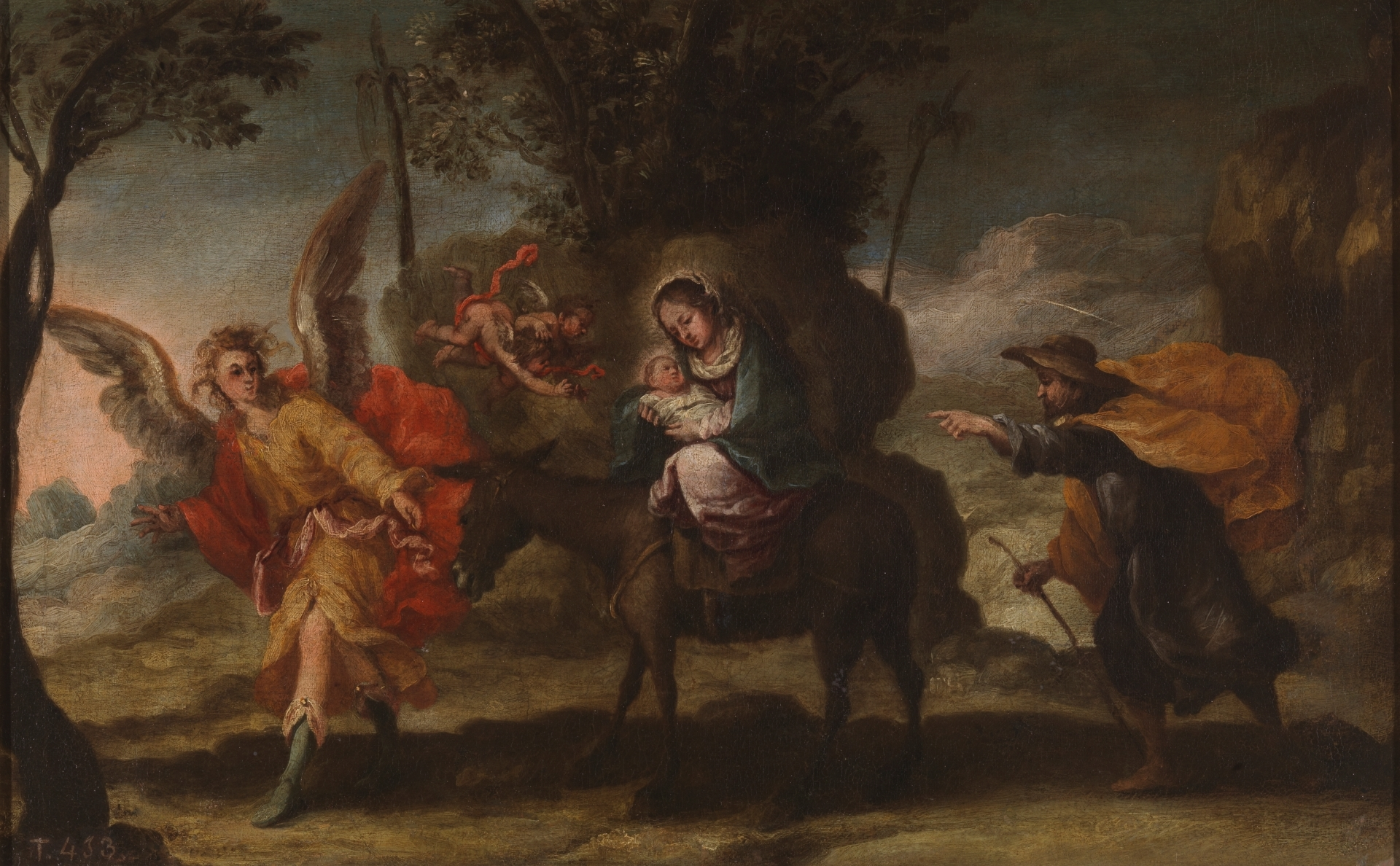
Francisco Antolinez, finales del siglo XVII.
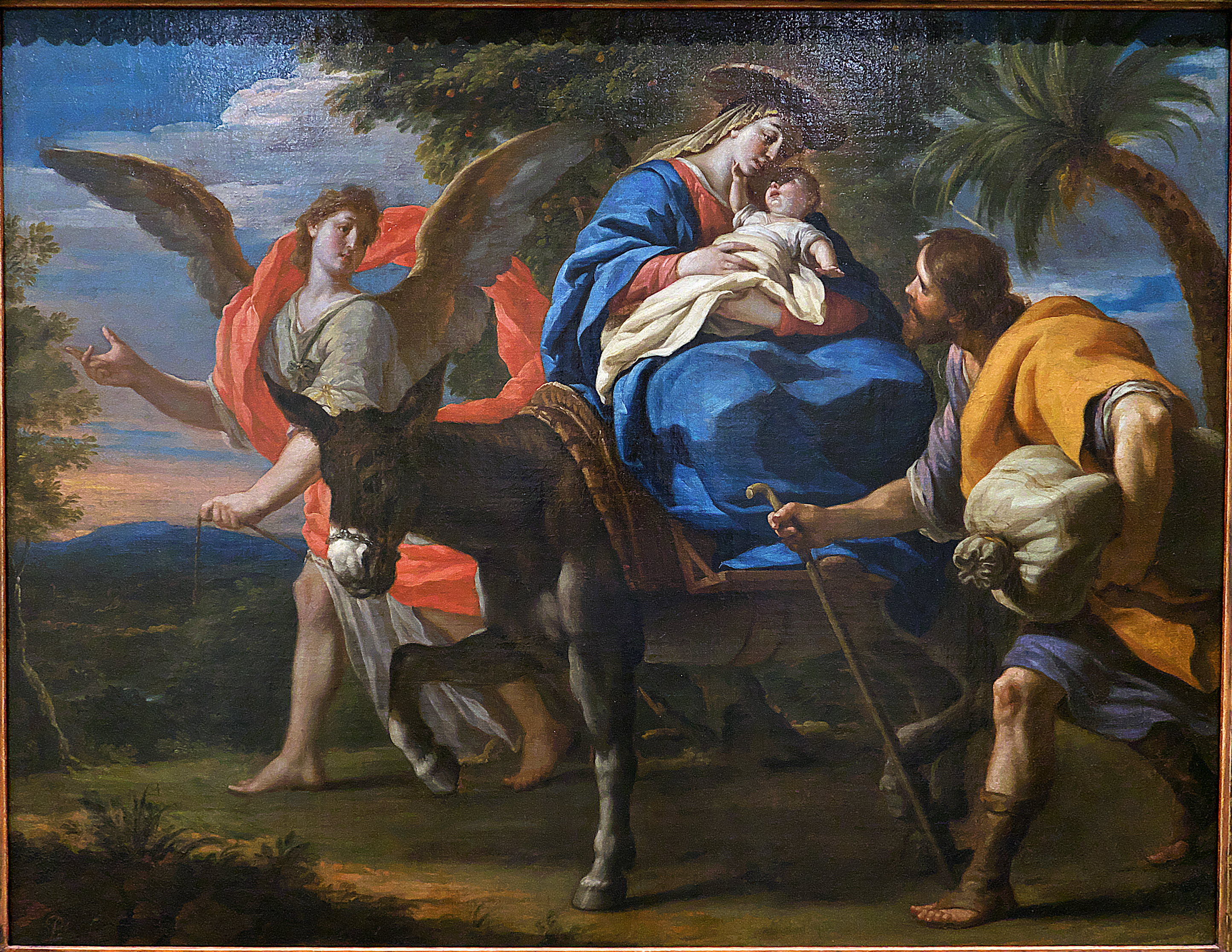
Antonio Palomino, ca. 1712-1714.

## Poesía
Como tema de la poesía popular, ha producido un villancico muy difundido en el folclore español, con distintas variaciones en la letra y músicas distintas según las regiones:

Camina la Virgen de Egipto para Belén
Y en el medio del camino el niño tenía sed

No pidas agua mi vida no pidas agua mi bien
Que bajan los ríos turbios y no se puede beber

Allá adelante en aquel alto hay un rico naranjel
Que le guarda un pobre ciego ciego que no puede ver

Ciego dame una naranja para el niño entretener
Coja usted las que usted quiera que la huerta suya es

La Virgen como es humilde no ha cogido más que tres:
Una le ha dado a su hijo otra le dio a San José

Y otra se quedó en su mano para la Virgen oler
Cuando emprenden el camino el ciego comenzó a ver.

Quién sería esa señora que a mí me hizo esta merced
Que me dio vista en los ojos y en el corazón también.
Villancico popular castellano.

También la poetisa uruguaya Juana de Ibarbourou (1892-1979) puso en verso la huida a Egipto, centrando su reflexión en el «burrito santo» que habría cargado a María y al niño.

Borriquito blando de la Virgen María,
manso borriquito que llevó a Jesús
con su santa madre que al Egipto huía
una noche negra sin astros ni luz.

¡Lindo borriquito de luciente lomo!:
hasta el niño mío te venera ya,
y dice, mirando tu imagen en cromo:
– ¿Es el de la Virgen que hacia Egipto va?

¡Dulce borriquito, todo mansedumbre!:
nunca en tus pupilas asomó el vislumbre
más fugaz y leve del orgullo atroz;

y eso que una noche sin luna ni estrellas
por largos caminos dejaste tus huellas
¡llevando la carga sagrada de un Dios!
Juana de Ibarbourou, Burrito Santo